# 搞笑諾貝爾獎得獎者列表
搞笑諾貝爾獎（英語：Ig Nobel Prize），顧名思義是諾貝爾獎的戲仿，於每年10月初頒發，大約與諾貝爾獎得主名單宣布時間相近，主要表彰10種「乍看之下令人發笑，之後發人深省」成就。不可思議科學年鑑主編暨該獎項聯合贊助者马克·亚伯拉罕斯評論2006年獎項時說：「該獎項意欲表揚不尋常、推崇想像，並激起人們對科學、醫學與科技的興趣。」所有獎項都是實際存在的成就 （除了1991年3項與1994年1項，肇因於錯誤的媒體報導）。
本列表列出自1991年起搞笑諾貝爾獎的得獎者：

## 1991年
- 生物學獎
授予羅伯特·克拉克·格雷厄姆（英语：Robert Klark Graham），種子的選擇者和繁殖的先知，表彰其開創性建立「生殖選擇庫」，一個只接受諾貝爾獎得主與奧林匹克選手的精子銀行。
- 化學獎
授予雅克·本分尼斯特（英语：Jacques Benveniste），作品甚豐的勸說者、《自然》雜誌形式專注的特派員，表彰其執著不懈所致的以下發現水，也就是H2O，是一種具有智力的液體，能夠記住重大事件，即使該事件的跡象早已消失很久很久了。對此他找出了令自己滿意的證明。
- 經濟學獎
授予麥可·米爾肯（英语：Michael Milken），華爾街泰斗、垃圾債券之父，全世界都欠他的債[2][3][4]。
- 教育獎
授予時任美國副總統丹·奎爾，浪費時間又佔空間的人，表彰其比其他人更好地證明科學教育的必要性。
- 文學獎
授予艾利希·馮·丹尼肯，想像力豐富、擅長說故事的人，表彰其以《諸神的戰車？未解之謎》一書解釋了來自外太空的古代太空人是怎麼影響人類文明。
- 醫學獎
授予艾倫·克里格曼（Alan Kligerman），消化道解毒劑設計者、蒸汽征服者和Beano（英语：Beano (dietary supplement)）發明者，表彰其在防止腹脹、排氣、不適和尷尬的防氣液方面所做的開拓性工作。
- 和平獎
授予愛德華·泰勒，氫彈之父暨第一位星戰計畫擁護者，表彰其畢生致力於改變我們對和平的意義的認知。

虛構成就
第一次的提名甚至出現了三個虛構的獲獎者，他們的成就也是虛構的。
- 跨學科研究獎
授予喬賽亞·S·卡伯里（英语：Josiah S. Carberry），表彰其研究「裂壺」的心理陶藝方面所做的工作。
- 行人技術獎
授予保羅·德凡提（Paul DeFanti），結構奇才與公共安全鬥士，表彰其其發明的Buckybonnet，一種行人戴在頭上保護頭部和保持鎮定的大地時尚結構。
- 物理學獎
授予湯瑪斯·凱爾（Thomas Kyle），表彰其發現「宇宙最重的元素：官僚」。

## 1992年
- 考古學獎
授予法國先鋒團（英语：Éclaireurs de France），這個以「開疆闢路」之意為名字的新教徒青年團，專門把牆上塗鴉洗刷得一乾二淨，表彰他們把法國布呂尼凱勒附近Mayrières洞穴（英语：Cave of Mayrières supérieure）牆上的古代壁畫刷洗掉[6]。
- 藝術獎
授予吉姆·諾爾頓（Jim Knowlton），現代的文藝復興大師，表彰其那優異的解剖圖海報《動物界陰莖大展》（Penises of the Animal Kingdom）。並授予美國國家藝術基金會（英语：National Endowment for the Arts），表彰其鼓勵諾爾頓先生出版《動物界陰莖大展》立體書。
- 生物學獎
授予塞西爾·雅各布森（英语：Cecil Jacobson）醫生，他持續不斷地慷慨捐出自己的精子，是精子銀行業的鼻祖，表彰其發明了一套簡單、單手操作的品質控制方法。
- 化學獎
授予彩色膠體的創造者艾薇媞·貝莎（Ivette Bassa），表彰其達成了20世紀化學界最顛峰的成就，創造了人工合成的亮藍色Jell-O果凍。
- 經濟學家
授予倫敦勞合社的投資人，三百年來保守不知變通的經營方式的傳承者，表彰其拒絕為公司的虧損買單，這樣有勇無謀的舉動造成保險業的大災難。
- 文學獎
授予莫斯科有機元素化合物研究所（英语：Nesmeyanov Institute of Organoelement Compounds）的尤里·斯特魯奇科夫（英语：Yuri Struchkov），停不下筆的作家，表彰其1981年至1990年間發表了948篇學術論文，大約平均每3.9天就發表一篇[7][8]。
- 醫學獎
授予橫濱資生堂研究中心的神田不二宏、八木榮一郎、福田實、中嶋啓介、太田忠男與中田興亞，表彰其先驅性研究：「腳臭的原因和形成的混合物的闡明」，尤其是該篇研究結論：某些人相信他們有腳臭的話，他們就有；至於那些不相信的，他們就沒有[9]。
- 營養學獎
授予SPAM的顧客，罐頭食品的勇敢消費者，表彰他們54年來都照單全收加以消化。
- 和平獎
授予前洛杉磯警察局局長戴露·蓋茨（英语：Daryl Gates），表彰其以獨一無二的強制手段把人們聚在一起。
- 物理學獎
授予大衛·裘利（David Chorley）和道格·鮑爾（Doug Bower），低能物理學的大名人，表彰他們對英國麥田做了幾何狀破壞，對場論做出循環貢獻。

## 1993年
- 生物學獎
授予美國俄勒岡州衛生部的小保羅·威廉姆斯（Paul Williams Jr.）與利物浦熱帶醫學院的肯尼斯·W·紐威爾（Kenneth W. Newel），兩位大膽的生物偵探，以表彰他們前所未聞的研究「兜風過的豬會排出沙門氏菌」[10]。
- 化學獎
授予美國田納西州的詹姆斯·坎貝爾（James Campbell）與蓋恩斯·坎貝爾（Gaines Campbell），香水的忠實傳播者，表彰其發明香味條，一種將香水塗在雜誌頁面上的可憎方法。
- 消費工程學獎
授予羅恩·波貝爾（英语：Ron Popeil），閒不下來的發明家和夜間節目推銷商品的業務員，表彰其用「蔬菜處理器（英语：Veg-O-Matic）」、「口袋漁夫」（Pocket Fisherman）、「麥克風先生」（Mr. Microphone）和「殼內打蛋器」（Inside-the-Shell Egg Scrambler）等設備，再一次定義了工業革命。
- 經濟學獎
授予美國南方衛理會大學的拉維·巴特拉（英语：Ravi Batra），表彰他的書銷量足以單槍匹馬阻止全球經濟崩潰。
- 文學獎
授予E·塔波爾（E. Topol）、R·卡里夫（R. Califf）、F·馮·狄沃夫（F. Van de Werf）、P·W·阿姆斯壯（P. W. Armstrong）以及其他972名共同作者，表彰他們發表了一份醫學研究報告，這份報告有好幾百名作者，光作者就佔了報告的絕大部分篇幅[11]。這些共同作者來自美國、以色列、加拿大、荷蘭、澳洲、比利時、德國、法國、英國、紐西蘭、西班牙、波蘭、瑞士、愛爾蘭、盧森堡等15個國家，人數合計下來多到幾乎是論文頁數的一百倍。
- 數學獎
授予美國南卡羅來納州格林維爾的羅伯特·W·法伊德（Robert W. Faid），他在統計學這方面是個有遠見又忠實的預言者，表彰其計算出米哈伊爾·戈巴契夫是敵基督的精確機率（710,609,175,188,282,000比1）[12]。
- 醫學獎
授予詹姆斯·F·諾蘭（James F. Nolan）、托馬斯·J·史迪威（Thomas J. Stillwell）與小約翰·P·桑茲（John P. Sands, Jr.），三位仁慈的醫者，表彰其對「拉鍊截斷的陰莖的急性管理」這一課題上所做的艱苦研究[13]。
- 和平獎
授予菲律賓百事可樂公司（英语：Pepsi Philippines），因為該公司贊助了一場創造百萬富翁的競賽，但卻公佈錯誤的中獎號碼，從而煽動和團結80萬騷動不安的獲獎者，並在該國歷史上首次將許多交戰派別聚集在一起[14]。
- 物理學獎
授予法國科學家科倫坦·路易·科爾弗朗，醉心煉金術的狂熱者，表彰其導出「雞蛋殼的鈣是藉由冷核聚變過程形成的」之結論[15]。
- 心理學獎
授予美國哈佛醫學院的約翰·E·梅克（英语：John E. Mack）和天普大學的大衛·M·雅各布斯（英语：David M. Jacobs），以表彰他們得出的結論：那些認為自己被外星人從外太空綁架的人，很可能真的被綁架了——尤其是他們得出的結論：「綁架的重點是製造兒童」[16]。
- 視覺工程學獎
授予美國密西根州法明頓山的杰·薛曼（Jay Schiffman），表彰其發明「汽車影像裝置」（Auto Vision），一種影像投影裝置，可以讓駕駛人邊開車邊看電視。並授予密西根州議會，因為他們使其合法化。

## 1994年
- 生物學獎
授予W·布萊恩·斯威尼（W. Brian Sweeney）、布萊恩·卡夫特-雅各布斯（Brian Krafte-Jacobs）、傑弗瑞·W·布里頓（Jeffrey W. Britton）與韋恩·漢森（Wayne Hansen），以表彰其突破性研究「便秘的軍人：已部署美軍中的便秘發生率」，特別是他們對排便頻率的數值分析[17]。
- 化學獎
授予美國德克薩斯州參議員鮑勃·格拉斯哥，聰明的立法者，表彰其在1989年倡議並通過了藥物管制法，禁止人民在未經政府許可的況下，購買燒杯、燒瓶、試管或是其他和實驗室有關的玻璃器材。
- 經濟學獎
授予智利的胡安·帕布洛·戴維拉（Juan Pablo Dávila），永遠不嫌累的金融商品交易員、國營企業Codelco前員工，表彰其很天才地在打算「賣出」的時候在他的電腦下了「買入」指令，之後為了彌補自己造成的虧損，他做了越來越多賺不到錢的交易，最後導致智利的國民生產毛額掉了0.5%。智利人幫戴維拉捅出來的大簍子創造一個新的動詞「davilar」，意思是「把事情搞到無法收拾」。
- 昆蟲學獎
授予美國紐約州西港（英语：Westport, New York）的英勇獸醫勞勃·A·羅佩茲（Robert A. Lopez），所有大大小小生物的好友，表彰其將取自貓耳的耳疥蟲（英语：Ear mite）放入自己的耳朵，做了一連串實驗，並且細心觀察、分析結果[18]。
- 文學獎
授予L·羅恩·賀伯特，熱衷於科幻小說的作家、山達基的創始人，表彰他的膾炙人口的好書《戴尼提：現代心靈健康科學》，這本書對人類非常有益，或者説一部分人類。
- 數學獎
授予美國阿拉巴馬州美南浸信會，表彰其採用精確的道德測量方法，估算出如果阿拉巴馬州民不向上帝懺悔的話，將有多少人會下地獄[19]。
- 醫學獎
授予前美國海軍陸戰隊的X病人，遭到自己寵物響尾蛇咬傷的英勇受害者，因為他堅定地使用了電痙攣療法。在他本人的堅持下，他的朋友把汽車火花塞導線接上他的嘴唇並且發動引擎，以3000rpm的轉速運轉長達五分鐘。其次授予洛磯山毒物醫療中心的理查德·C·達特（Richard C. Dart）和亞利桑那大學健康科學中心的理查德·A·葛斯塔夫森（Richard A. Gustafson），表彰其發表立論嚴謹可靠的醫學報告〈用電擊療法急救遭響尾蛇咬中毒者是無效的〉[20]。
- 和平獎
授予美國瑪赫西國際大學（英语：Maharishi International University）的約翰·哈格林（英语：John Hagelin），和平思想的倡議者，表彰其得出的實驗結論「只要有4,000名訓練有素的冥想者，就能讓華盛頓特區的暴力犯罪率下降24%」。
- 心理學獎
授予前新加坡總理李光耀，負增強心理學的實驗者，表彰其三十年來研究「懲罰吐痰、嚼口香糖、餵鴿子的300萬新加坡公民」所造成的效果。

不再正式列名
- 物理學獎
授予日本氣象廳，表彰其對地震是否由鯰魚擺尾引起進行長達七年的研究。該獲獎者未被正式列入名單，因為它是基於錯誤的新聞報導[21]。

## 1995年
頒獎典禮於1995年10月6日舉行。
- 化學獎
授予美國比佛利山的毕坚·帕克萨德（英语：Bijan Pakzad），表彰其創造DNA古龍水與DNA香水，這兩款產品均不含脫氧核糖核酸，而且都裝在三螺旋瓶中。
- 牙醫學獎
授予美國明尼蘇達州的羅伯特·H·博蒙特（Robert H. Beaumont），表彰其對「患者對打蠟或不打蠟牙線的偏好」之深入研究[23]。
- 經濟學獎
授予尼克·李森與他在霸菱銀行的上司，以及加利福尼亞州橙縣的羅伯特·西特倫，表彰他們運用金融衍生工具的微積分，證明每個金融機構都有其極限值。
- 文學獎
授予美國威斯康辛州麥迪遜的大衛·B·布許（David B. Busch）與詹姆斯·R·施特林（James R. Starling），表彰其撰寫了一篇相當深入剖析的研究報告〈直腸異物（英语：Rectal foreign body）：個案報告與對全球相關文獻的全面檢查〉。他們引用的報告裡頭出現了以下物品（只列舉其中一部分）：七個燈泡；一個磨刀器；兩支手電筒；一個鋼絲彈簧；一個鼻煙盒；用馬鈴薯塞住的汽油罐；11種不同形狀的水果、蔬菜和其他食材；一把珠寶鋸；一個冷凍豬尾巴；一個錫杯；一個啤酒杯；某個病人無人能及的收藏，包括好幾副眼鏡、一隻手提箱的鑰匙、一個煙草袋以及一本雜誌[24]。
- 醫學獎
授予瑪西婭·E·布貝爾（Marcia E. Buebel）、大衛·S·尚納霍夫-卡爾薩（David S. Shannahoff-Khalsa）與大衛·R·博伊爾（Michael R. Boyle），表彰其對「單側強制鼻孔呼吸對認知的影響」之研究[25]。
- 營養學獎
授予美國亞特蘭大約翰·馬丁尼茲公司的約翰·馬丁尼茲（John Martinez），表彰其發明世界上最昂貴的麝香貓咖啡，這種咖啡是用原產於印度尼西亞的山貓類動物麝香貓攝入和排泄的咖啡豆製成的。
- 和平獎
授予中華民國立法院，表彰其證明政客們拳腳相向，要比對其他國家發動戰爭得到更多收穫。
- 物理學獎
授予英國諾里奇食品研究學院的多米尼克·M·R·喬傑特（Dominique M.R. Georget）、羅傑·帕克（Roger Parker）與安德魯·C·史密斯（Andrew C. Smith），表彰其對加了水的早餐穀類麥片做了精確的研究分析，並發表〈水含量對於早餐穀類麥片壓密行為的影響〉之研究報告[26]。
- 心理學獎
授予日本慶應義塾大學的渡边茂、坂本淳子和脇田真清，表彰其成功訓練鴿子分辨畢卡索與莫奈的畫作[27]。
- 公共衛生學獎
授予挪威特隆赫姆的瑪莎·科爾德·巴克維格（Martha Kold Bakkevig）和丹麥科技大學的魯斯·尼爾森（Ruth Nielsen），表彰他們共同研究濕內褲對室溫的反應和理想的內褲溫度[28]。

## 1996年
頒獎典禮於1996年10月3日舉行。
- 藝術獎
授予美國麻薩諸塞州菲奇堡的唐·費瑟史東，表彰其發明了革命性的裝置藝術——塑膠粉紅火鶴（英语：Plastic flamingo）。費德史東是首位親自出席頒獎儀式領獎的搞笑諾貝爾獎獲得者[30]。
- 多樣性研究獎
授予日本名古屋岡村化石研究所的岡村長之助，表彰其發現了恐龍、馬、龍、公主，以及其他一千多種絕種的「迷你種」生物化石，每個化石的身長都小於0.25毫米。
- 生物學獎
授予挪威卑爾根大學的安德斯·貝爾罕姆（Anders Bærheim）與霍格尼·沙維克（Hogne Sandvik），表彰其〈麥酒、大蒜和酸奶油對水蛭胃口的影響〉之研究報告[31]。
- 化學獎
授予美國普渡大學的喬治·H·戈伯爾（英语：George H. Goble），表彰其在三秒鐘內用木炭和液氧點燃燒烤架的驚人世界紀錄[32]。
- 經濟學獎
授予美國紐約州立大學水牛城分校的羅伯特·J·根科（Robert J. Genco），表彰其發現「經濟壓力是破壞性牙周病的一個風險指標」[33]。
- 醫學獎
授予雷諾煙草公司（英语：R. J. Reynolds Tobacco Company）的詹姆斯·約翰斯頓（James Johnston）、美國無煙煙草公司（英语：U.S. Smokeless Tobacco Company）的約瑟夫·塔迪奧（Joseph Taddeo）、洛里亞德煙草公司（英语：Lorillard Tobacco Company）的安德魯·蒂施、菲利普莫里斯公司的威廉·坎貝爾（William Campbell）、利格特集團（英语：Liggett Group）的愛德華·A·霍里根（Edward A. Horrigan）、美國煙草公司的唐納德·S·約翰斯頓（Donald S. Johnston）與布朗與威廉姆森煙草公司（英语：Brown & Williamson）董事長小托˙馬斯·E·桑德弗（Thomas E. Sandefur, Jr.），表彰他們毫不動搖地向美國國會作證尼古丁沒有成癮性。
- 和平獎
授予時任法國總統雅克·席哈克，表彰其在太平洋進行核彈試爆來慶祝廣島原子彈爆炸五十週年。
- 物理學獎
授予英國阿斯頓大學的羅伯特·馬修斯，表彰其對莫非定律的研究，尤其是證明了掉落的土司總是奶油面朝下[34]。
- 公共衛生獎
授予格陵蘭努克的愛倫·克萊斯特（Ellen Kleist）與挪威奧斯陸的哈洛德·摩伊（Harald Moi），表彰其深具警惕作用的醫學報告〈經由充氣娃娃造成的淋病傳染途徑〉[35]。

## 1997年
頒獎典禮於1997年10月9日舉行。
- 天文學獎
授予美國紐澤西州的理查德·C·霍格蘭（英语：Richard C. Hoagland），表彰其鑑識出月球與火星上的人造建物的特徵，以及月球背對氣球那面的十英里高建築物[37]。
- 生物學獎
授予瑞士蘇黎世大學醫院、日本大阪關西醫科大學以及捷克布拉格的腦神經技術研究所的柳生隆視及其同事，表彰其在量度人們在嚼不同口味口香糖時腦波波形不同的成就[38]。
- 傳播學獎
授予費城網絡促銷公司總裁桑福德·華萊士，不管是下大雨、下冰雹，或是三更半夜，都阻止不了這個自動自發的信差發送垃圾電子郵件給全世界。
- 經濟學獎
授予日本千葉縣WiZ公司（日语：ウィズ (玩具)）的横井昭裕（日语：横井昭裕）與東京萬代的真板亞紀，表彰其吸引人们花數百萬個小時來飼養虛擬寵物。
- 昆蟲學獎
授予美國佛羅里達大學的馬克·霍斯特勒（Mark Hostetler），表彰其著作《你車上的垃圾》，該書對出現在車窗上的昆蟲斑點進行了鑑定。
- 文學獎
授予以色列的多倫·維茨圖姆（Doron Witztum）、埃利亞胡·里普（英语：Eliyahu Rips）與約夫·羅森伯格（Yoav Rosenberg），表彰其聲稱通過統計發現《聖經》中的隱藏密碼[39]。
- 醫學獎
授予美國威爾克斯大學（英语：Wilkes University）的卡爾·J·查涅司基（Carl J. Charnetski）與小法蘭西斯·X·布芮南（Francis X. Brennan, Jr.），以及華盛頓州西雅圖Muzak股份有限公司的詹姆斯·F·哈里森（James F. Harrison），表彰其發現聆聽米尤扎克音樂（英语：Muzak）能刺激人體產生免疫球蛋白A，從而有助於預防普通感冒[40]。
- 氣象學獎
授予美國紐約州立大學奧爾巴尼分校的伯納德·馮內古特，表彰其對「以拔雞毛作為龍捲風風速的衡量標準」之研究[41]。
- 和平獎
授予英國薩里大學的哈羅德·希爾曼，表彰其對「用不同方法執行死刑時可能經歷的痛苦」之研究[42]。
- 物理學獎
授予美國德克薩斯農工大學的約翰·博克里斯（英语：John Bockris），表彰其在冷核聚變、將基本元素轉化為金以及電化學焚燒生活垃圾方面的成就。

## 1998年
頒獎典禮於1998年10月8日舉行。
- 化學獎
授予法國的雅克·本分尼斯特（英语：Jacques Benveniste），表彰其順勢療法「發現」水不僅具有記憶力，它記下的資訊還可以藉由電話線路與網際網路傳輸[44]。
- 生物學獎
授予美國賓夕法尼亞州葛底斯堡學院的彼得·馮（Peter Fong），表彰其讓蛤蜊服用百憂解，使得蛤蜊獲得「性」[45]。
- 經濟學獎
授予芝加哥的理查德·西德，表彰其通過克隆自己和其他人來刺激世界經濟的努力[46]。
- 文學獎
授予美國華盛頓哥倫比亞特區的瑪拉·席多里（Mara Sidoli），表彰其充滿啟發的報告〈以放屁作為對抗無法形容的恐懼之防衛手段〉[47]。
- 醫學獎
授予英國紐波特皇家格文特醫院（英语：Royal Gwent Hospital）的病人Y及其醫生卡羅琳·米爾斯（Caroline Mills）、梅里恩·盧埃林（Meirion Llewelyn）、大衛·凱利（David Kelly）與彼得·霍爾特（Peter Holt），以表彰其撰寫的警示性醫學報告〈被刺傷手指的男人與五年來揮之不去的臭味〉[48]。
- 和平獎
授予印度總理阿塔尔·比哈里·瓦杰帕伊與巴基斯坦總理纳瓦兹·谢里夫，表彰他們積極地和平試爆原子彈。
- 物理學獎
授予美國加利福尼亞州拉霍亞喬普拉人體健康中心的迪帕克·喬普拉，表彰其對於量子物理學應用在生命、自由與追求物質享樂有獨特見解[49]。
- 安全工程獎
授予加拿大安大略省北灣的特洛伊·賀圖比斯（英语：Troy Hurtubise），表彰其開發出用來抵禦灰熊的盔甲，並親自下海測試。
- 科學教育獎
授予美國紐約大學的名譽教授桃樂芮絲·克里格（Dolores Krieger），表彰其證明了能量療法（英语：Therapeutic touch）的好處。能量療法是指治療師會小心避免與病患身體接觸，而利用操控病患身上的能量場來治病。
- 統計學獎
授予加拿大多倫多西奈山醫院（英语：Mt. Sinai Hospital）的傑拉德·貝因（Jerald Bain）與亞伯達大學的凱利·辛門諾斯基（Kerry Siminoski），表彰其嚴謹測量後所做的報告〈身高、腳掌尺寸與陰莖長度之間的關係〉[50]。

## 1999年
頒獎典禮於1999年9月30日舉行。
- 生物學獎
授予美國新墨西哥州拉斯克魯塞斯新墨西哥州立大學辣椒研究所（英语：Chile Pepper Institute）所長保羅·波斯蘭（Paul Bosland），表彰其培育出無辣的墨西哥辣椒。
- 化學獎
授予日本大阪安全進壘偵探社的牧野武，表彰其參與開發的S-Check捉姦顯影噴劑，妻子們可以在丈夫的內褲上噴上這種噴霧。
- 環境保護獎
授予南韓首爾科隆公司的權赫浩，表彰其開發出香氣西裝。
- 文學獎
授予英國標準協會，表彰其為泡茶的正確方法，制定了長達六頁的標準程序（BS 6008）。
- 醫療管理保健獎
授予美國紐約市的喬治·布隆斯基（George Blonsky）與加州聖荷西的夏洛特·布隆斯基（Charlotte Blonsky），表彰其發明了一種用來協助孕婦分娩的裝置（美國專利第3,216,423号）；這種儀器是用皮帶把孕婦綁在一張圓台上，接者讓圓台高速旋轉，以協助分娩。
- 醫學獎
授予挪威斯圖爾的阿爾維德·瓦特勒（英语：Arvid Vatle），表彰其仔細收集、分類並考慮病人在提交尿樣時選擇的容器種類。
- 和平獎
授予南非約翰尼斯堡的查爾·佛雷（Charl Fourie）與蜜雪兒·王（Michelle Wong），表彰其發明了一款汽車防搶警報器Blaster（英语：Blaster (flamethrower)），這個警報器是用一組偵測電路和一套火焰噴射器組合而成的。
- 物理學獎
授予澳大利亞雪梨的萊恩·費雪（英语：Len Fisher），表彰其計算出浸泡餅乾的最佳方法[52]。並授予英國東英吉利大學的讓-馬克·范登布魯克及美國的約瑟夫·凱勒[53]，表彰其計算出如何製作一個不滴水的茶壺壺嘴[54]。
- 科學教育獎
授予美國堪薩斯州教育局（英语：Kansas State Department of Education）與科羅拉多州教育局（英语：Colorado State Board of Education），表彰其下令小朋友不應像相信牛頓的萬有引力、法拉第與馬克士威的電磁學理論、或者巴斯德的細菌造成疾病理論般相信達爾文進化論。
- 社會學獎
授予加拿大多倫多市約克大學的史蒂夫·潘佛德（Steve Penfold），表彰其博士論文探討了「加拿大甜甜圈店的社會學」[55]。

## 2000年

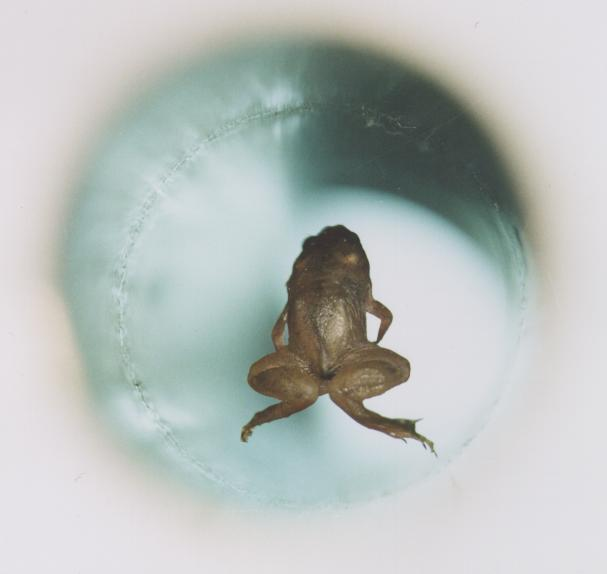
青蛙磁懸浮現象

頒獎典禮於2000年10月5日舉行。
- 生物學獎
授予加拿大戴爾豪斯大學的理查德·瓦薩格（英语：Richard Wassersug），表彰其第一手報告〈哥斯大黎加旱季期之蝌蚪的美味評量〉[57]。
- 化學獎
授予意大利比薩大學的多娜泰拉·莫拉西提（Donatella Marazziti）、亞利山大·羅西（Alessandra Rossi）、喬瓦尼·B·卡薩諾（Giovanni B. Cassano）和美國加州大學聖地牙哥分校的哈哥普·S·阿基斯卡爾，表彰其發現從生物化學上來說，浪漫愛情可能和嚴重的強迫症沒什麼分別[58]。
- 電腦科學獎
授予美國亞利桑那州圖森的克里斯·耐斯汪達（Chris Niswander），表彰其發明了「貓咪剋星」（PawSense），這個軟體能偵測出貓咪在你的電腦鍵盤上行走。
- 經濟學獎
授予韓國的文鮮明牧師，表彰其提倡的「推動集體婚禮行業，提高婚姻效率」的方法。文氏聲稱，他利用這種方法在1960年僅撮合成36對新人，到1968年亦只撮合了430對新人，但1975年已撮合成1,800對新人，1982年撮合成6,000對新人，到1992年已撮合成3萬對新人，1995年撮合成36萬對新人，1997年已累計猛增到3,600萬對。
- 文學獎
授予澳大利亞的潔絲慕音，禁食教派的第一夫人，表彰其著作《以光為生》（Living on Light），她在這本書中闡述雖然一般人都會進食，但事實上他們並非真的需要食物。
- 醫學獎
授予荷蘭格羅寧根的威里布洛·威瑪爾·舒茲（Willibrord Weijmar Schultz）、佩克·凡·安岱爾（Pek van Andel）、艾鐸·摩亞特（Eduard Mooyaart）與阿姆斯特丹的伊達·薩貝利思（Ida Sabelis），表彰其圖文並茂的報告〈性交與女性性興奮時男女生殖器的磁振造影影像〉[59]。
- 和平獎
授予英國皇家海軍，表彰其下令水兵不再進行大砲實彈射擊，而改用大聲喊「砰！」來代替[60]。
- 物理學獎
授予荷蘭拉德堡德大學的安德烈·海姆及英國布斯托大學的邁可爾·貝里爵士，表彰其利用磁力讓青蛙浮起來[61]。海姆後來因石墨烯研究而獲得2010年諾貝爾物理學獎，為首次有人同時獲得搞笑諾貝爾獎和（真正的）諾貝爾獎。據報導，到2022年，他們的青蛙磁懸浮技術成為中國月球重力研究設施的部分靈感來源[62][63]。
- 心理學獎
授予美國康乃爾大學的大衛·鄧寧與伊利諾大學香檳分校的賈斯汀·克魯格，表彰其一針見血的報告〈毫無才能且毫無自知之明：何以「無法認清自己的無能」會導致「過度高估自己」〉[64]。
- 公眾衛生獎
授予英國格拉斯哥的強納森·懷特（Jonathan Wyatt）、高登·麥諾頓（Gordon McNaughton）與威廉·托勒（William Tullet），表彰其發表警訊式的研究報告「格拉斯哥的馬桶爆裂事件」[65]。

## 2001年
頒獎典禮於2001年10月4日舉行。
- 天體物理獎
授予美國密西根州羅徹斯特山（英语：Rochester Hills, Michigan）傑克·范·伊佩服事團的傑克·范·伊佩（英语：Jack Van Impe）與雷克塞拉·范·伊佩（Rexella Van Impe），表彰其發現黑洞符合地獄位置的所有技術要求。
- 生物學獎
授予美國科罗拉多州普韋布洛的巴克·威默（Buck Weimer），表彰其发明了「舒放內褲」（Under-Ease，美國專利第5,593,398号），這是一種內裝替換式活性碳濾淨器的內褲，在臭氣可能外洩之前，就會把臭氣消除。
- 经济學獎
授予美國密歇根大學商學院的喬爾·斯林羅與英属哥伦比亚大學的沃伊切赫·科普丘克，表彰其得出一個結論：如果更晚一點死，遺產稅的稅率會降低的話，哪那麼人們就會想盡辦法拖延大限之日[66][67]。
- 文學獎
授予英國波士顿的“撇號保護協會”创立者约翰·理查兹（John Richards），表彰其为保护、促进和捍卫复数和所有格之间的区别所做的努力。
- 醫學獎
授予加拿大麥吉爾大學的彼得·巴爾斯（Peter Barss）[68]，表彰其卓越的醫學報告〈被掉下的椰子砸傷〉[69]。
- 和平獎
授予立陶宛格魯塔斯的威里烏瑪斯·馬林諾斯卡斯（Viliumas Malinauskas），表彰其打造了被稱為“史達林世界”的游乐园。
- 物理學獎
授予美國马萨诸塞大學阿默斯特分校的大卫·施密特（David Schmidt），表彰其对“浴帘效应（英语：Shower-curtain effect）”的部分解释：当沐浴时浴帘会向内弯曲[70]。
- 心理學獎
授予美國邁阿密大學的羅倫斯·W·雪曼（Lawrence W. Sherman），表彰其影響深遠的研究報告〈針對學齡前兒童小團體的起鬨嬉鬧行為的生態學研究〉[71]。
- 公共衛生獎
授予印度邦加羅爾國家精神健康與神經科學學會的奇達朗強·昂德拉迪（Chittaranjan Andrade）和B·S·斯里哈利（B. S. Srihari），表彰其在醫學上發現挖鼻孔是青少年間很普遍的行為[72]。
- 科技獎
授予澳大利亞維多利亞州霍索恩（英语：Hawthorn, Victoria）的約翰·高夫（John Keogh），表彰其在2001年為他發明的「輪子」取得專利。並授予澳大利亞專利局（英语：IP Australia），表彰其核發第2001100012號創新專利權 Archive.today的存檔，存档日期2014-02-17給他。

## 2002年
頒獎典禮於2002年10月3日舉行。
- 生物學獎
授予英國的諾瑪·E·布比爾（Norma E. Bubier）、查爾斯·G·M·帕克斯頓（Charles G. M. Paxton）、菲爾·鮑爾斯（Phil Bowers）與D·查爾斯·迪明（D. Charles Deeming），表彰其對「在英國養殖條件下鴕鳥對於人類的求偶行為」之研究[73]。
- 化學獎
授予美國伊利諾州香檳沃爾夫勒姆研究公司的西奧多·格雷，表彰其收集了元素週期表中的許多元素，並將它們組裝成一個四足版本。
- 經濟學獎
授予安然公司、Lernout & Hauspie、阿德爾菲亞通訊公司（英语：Adelphia Communications Corporation）、國際商業信貸銀行、Cendant、CMS能源（英语：CMS Energy）、杜克能源（英语：Duke Energy）、Dynegy、俄羅斯天然氣工業股份公司、環球電訊公司（英语：Global Crossing）、HIH保險（英语：HIH Insurance）、Informix、Kmart、馬克示威通訊公司（英语：Maxwell Communication Corporation）、麥卡遜公司（英语：McKesson Corporation）、美林證券、默克藥廠、Peregrine Systems、奎斯特國際通訊公司（英语：Qwest）、Reliant Resources（英语：GenOn Energy）、Rent-A-Center、來愛德、Sunbeam Products、泰科國際（英语：Tyco International）、廢物管理公司（英语：Waste Management (company)）、世界通訊、施乐與安達信會計師事務所的主管、公司董事以及審計員，表彰其將虛數的數學概念應用於商業領域。（除了安達信會計師事務所外，所有公司都因虛假或不正確的會計而被迫重報財務報告。安達信是與這些醜聞關係最密切的會計師事務所，因擔任安然公司的審計師而受到刑事指控。）
- 衛生獎
授予西班牙加泰隆尼亞塔拉戈納的愛德華多·塞古拉（Eduardo Segura），表彰其發明一種給貓狗用的洗衣機[74]。
- 跨領域研究獎
授予澳洲雪梨大學的卡爾·克魯斯爾尼基（英语：Karl Kruszelnicki），表彰其對人類肚臍上的絨毛——誰會在什麼時候、什麼顏色、多少數量——進行的全面調查。
- 文學獎
授予美國內華達大學雷諾分校的維奇·L·西爾弗斯（Vicki L. Silvers）與中央密蘇里州立大學（英语：Central Missouri State University）的大衛·S·克雷納（David S. Kreiner），表彰其對「預先不適當的標記對閱讀理解的影響」之研究[75]。
- 數學獎
授予印度喀拉拉邦農業大學（英语：Kerala Agricultural University）的K·P·斯里庫瑪爾（K. P. Sreekumar）與G·尼爾瑪蘭（G. Nirmalan），表彰其對「印度象總表面積大小估計」之研究[76]。
- 醫學獎
授予英國倫敦大學學院的克里斯·麥克馬納斯（Chris McManus），表彰其對「人類和古代雕塑中的陰囊不對稱」之研究[77]。
- 和平獎
授予日本特佳麗社長佐藤慶太、日本音響研究所所長鈴木松美與獸醫學博士暨執行總監小暮規夫，表彰其發明狗語系自動狗人語言翻譯機BowLingual，以促進物種間和平融洽。
- 物理學獎
授予德國慕尼黑大學的阿恩德·萊克（Arnd Leike），表彰其證明啤酒泡沫符合指數衰減的數學定律[78]。

## 2003年
頒獎典禮於2003年10月2日舉行。
- 生物學獎

授予荷蘭鹿特丹自然史博物館的基斯·慕萊克，表彰其忠實地記錄了綠頭鴨同性戀戀屍癖的第一個科學案例。他目擊了一個雄綠頭鴨強暴另一隻在博物館草坪上死亡的雄綠頭鴨達七十五分鐘之久，最後他再也忍不住而去解救那隻死鴨，並驗屍確認牠是公的。
- 化學獎

授予日本金澤大學的廣瀨幸雄，表彰其對金澤市一座銅像進行的化學調查，該銅像因含砷而無法吸引鴿子停留。
- 經濟學獎

授予卡爾·施瓦茨勒（Karl Schwarzler）及列支敦士登國家，表彰其為企業會議、婚禮、成年禮和其他聚會提供租用整個國家的可能性。他們讓人可以一次租下只有三萬三千人的小國中所有四百五十家酒店。
- 工程學獎

授予約翰·斯塔普、小愛德華·A·墨菲與喬治·尼古拉斯（George Nichols），表彰其在1949年共同提出莫非定律，即「如果有兩種或兩種以上的方法去做某件事情，而其中一種方法會導致災難，那麼就會有人去做」（或者換句話說：「如果任何事情可能出錯，它就會出錯」 ）這一基本工程原理。
- 跨領域研究獎

授予瑞典斯德哥爾摩大學的斯特凡諾·吉爾蘭達（Stefano Ghirlanda）、利瑟洛特·揚松（Liselotte Jansson）與馬格努斯·恩奎斯特（Magnus Enquist），表彰其對「雞更喜歡漂亮的人類」之研究。
- 文學獎

授予美國紐約市齊克林商學院的約翰·特林考斯，表彰其一絲不苟地收集數據，並就令他惱火的事情發表了80多份詳細的學術報告，例如反著戴棒球帽的年輕人比例有多少；穿著白色運動鞋的行人比例有多少；在游泳池淺水區游泳而非深水區的泳客比例有多少；汽車司機未能在某個停車指示牌前完全剎車的比例有多少；攜帶公文包的上班族比例有多少；超過超市快速收銀通道所允許的物品數量的購物者比例有多少；討厭甘藍菜味道的學生比例有多少等。
- 醫學獎

授予英國倫敦大學學院的愛蓮娜·馬奎爾、大衛·加迪亞恩（David Gadian）、英格麗·約翰斯魯德、卡特里娜·古德（Catriona Good）、約翰·阿什伯納（John Ashburner）、理查德·弗萊科維亞克（Richard Frackowiak）與克里斯多福·弗里斯（Christopher Frith），表彰其提出證據證明倫敦計程車司機的海馬迴比其他市民更為發達。該篇研究發表於美國Proceedings of the National Academy of Sciences，報告指出，倫敦計程車司機與空間記憶相關的大腦海馬迴特別大。因為倫敦計程司機必須背記全市詳圖，而且通過嚴苛的道路測驗。
- 和平獎

授予印度北方邦的拉尔·比哈里，表彰其三大重要成就。第一，即使他已遭當局宣告死亡，卻仍生氣勃勃地活著；第二，「亡故」的他大力發動抗爭，對付遲鈍的官僚與貪婪的親屬；第三，他創辦了「死者協會」。比哈里克服被宣告死亡的「殘障」情況，並設法取得印度護照以讓他可以到哈佛大學領取獎項。然而，美國政府拒絕讓他入境。他的朋友馬杜·卡普爾（Madhu Kapoor）因此到搞笑諾貝爾獎頒獎典禮代他受獎。幾週後，該獎項在印度透過特別舉辦的頒獎典禮頒給了比哈里。
- 物理學獎

授予澳大利亞的傑克·哈維（Jack Harvey）、約翰·卡爾弗諾（John Culvenor）、沃倫·佩恩（Warren Payne）、史蒂夫·考利（Steve Cowley）、麥可·勞倫斯（Michael Lawrance）、大衛·斯圖爾特（David Stuart）與羅賓·威廉斯（Robyn Williams），表彰其研究「對在各種表面拖曳綿羊所需力量的分析」之研究。
- 心理學獎

授予義大利羅馬大學的吉安·維托里奧·卡普拉拉（Gian Vittorio Caprara）與克勞迪奧·巴巴拉內利（Claudio Barbaranelli），以及美國史丹福大學的菲利普·津巴多（Philip Zimbardo），表彰其對「政客獨特的簡單人格」之研究。該研究指出選民判斷政客時，只憑兩項人格特徵：可信度和精力，不像大多社交場合時，判斷人格的決定因素有五個。津巴多認為他們的研究將幫助設計選戰策略。
2003年的頒獎典禮的重頭戲包括愛德華·莫非三世（Edward Murphy III）代創立莫非定律的父親領獎，以及麻省理工學院基因組研究中心主任艾瑞克·蘭德爾（Eric Lander）為人類基因組宣讀的七字真言：「Genome. Bought the book, hard to read」（基因組。買了書，好難讀。）

## 2004年
頒獎典禮於2004年9月30日舉行。
- 生物學獎
授予加拿大英屬哥倫比亞大學的班·威爾遜（Ben Wilson）、西門菲莎大學的勞倫斯·迪爾（Lawrence Dill）、蘇格蘭海洋科學協會的羅伯特·巴蒂（Robert Batty）、丹麥奧胡斯大學的馬格努斯·沃爾伯格（Magnus Wahlberg）與瑞典國家漁業委員會的哈坎·韋斯特伯格（Håkan Westerberg），表彰其證明鯡魚明顯會通過屁來進行交流[86][87]。
- 化學獎
授予英國可口可樂公司，表彰其利用先進技術將泰晤士河中的液體轉化為達沙泥（英语：Dasani）品牌的瓶裝水。出於預防原因，該品牌瓶裝水已不再向消費者提供[88]。
- 經濟學獎
授予梵蒂岡，表彰其將祈禱工作外包給印度[89]。
- 工程學獎
授予美國佛羅里達州奧蘭多的唐納德·J·史密斯（Donald J. Smith）及其父親弗蘭克·J·史密斯（Frank J. Smith），表彰其研究出禿頭者應該將其他部位的頭髮留至何種長度，再如何自然的梳到另一側，由此取得最佳滿意掩飾效果，並為此技能取得美國專利（美國專利第4,022,227号）。
- 文學獎
授予美國佛羅里達州基西米的美國天然主義研究圖書館，表彰其保存天然主義歷史，使每個人都能看到。
- 醫學獎
授予美國密歇根州底特律韋恩州立大學的史蒂芬·斯塔克（Steven Stack）與阿拉巴馬州奧本大學的詹姆士·岡德拉赫（James Gundlach），表彰其對「鄉村音樂對自殺的影響」之研究[90][91]。
- 和平獎
授予日本兵庫縣的井上大佑，表彰其發明了卡拉OK，從而為人們提供一種全新的學會相互寬容的方式。
- 物理學獎
授予加拿大渥太華大學的拉梅什·巴拉蘇布拉馬尼亞姆（Ramesh Balasubramaniam）與康涅狄格大學及哈斯金斯實驗室的麥可·特維（Michael Turvey），表彰其探討並解釋呼啦圈的動力學[92]。
- 心理學獎
授予美國伊利諾大學厄巴納-香檳分校的丹尼爾·西蒙斯（Daniel Simons）與哈佛大學的克里斯托弗·查布里斯（Christopher Chabris），表彰其證明當人們密切關注某樣東西時，很容易忽略其他東西，甚至是一個穿大猩猩衣服的女人[93]。
- 公共衛生獎
授予美國芝加哥農業科學高中（英语：Chicago High School for Agricultural Sciences）與霍華德大學的吉利安·克拉克（Jillian Clarke），表彰其調查五秒規則的科學有效性，探究是否可以安全食用一個已經掉在地上的食物[94]。

## 2005年
頒獎典禮於2005年10月6日舉行。
- 農業歷史獎
授予紐西蘭梅西大學的詹姆斯·華生（James Watson），表彰其學術研究「理查德·巴克利先生褲子爆炸的意義 」[95]。
- 生物獎
授予澳大利亞阿德莱德大学、加拿大多倫多大學、瑞士日內瓦芬美意香水公司與法國Archamps村ChemComm Enterprise公司的班傑明·史密斯（Benjamin Smith）、澳大利亞詹姆士庫克大學與南澳大學的克雷格·威廉斯（Craig Williams）、澳大利亞阿德莱德大学的麥可·泰勒（Michael Tyler）、布萊恩·威廉斯（Brian Williams），以及澳大利亞葡萄酒研究所的早坂洋司，表彰其分析了131種青蛙在壓力下氣味的不同[96][97]。研究發現，一些青蛙會發出腰果味，而另一些則會發出甘草味、薄荷味甚或臭鱼味。
- 化學獎
授予美國明尼蘇達大學的愛德華·卡斯勒，以及明尼蘇達大學與威斯康辛大學麥迪遜分校的布萊恩·格特芬格（Brian Gettelfinger），表彰其為解決「人在糖漿中游得快還是在水中游得快？」這一長期存在的科學問題而進行的細緻實驗[98][99]。
- 經濟學獎
授予美國麻省理工學院的高里·南達（Gauri Nanda），表彰其發明了會逃跑並躲起來的落跑鬧鐘，從而確保人們起床，並在理論上為工作日增加許多生產時間。
- 流體力學獎
授予的德國布萊梅國際大學與芬蘭奧盧大學的維克托·班諾·梅耶-羅霍（Victor Benno Meyer-Rochow），以及匈牙利羅蘭大學的蓋爾·約瑟夫（Gál József），表彰其利用物理學基本原理計算企鵝體內的壓力，詳見他們的報告〈企鵝排便所產生的壓力——鳥類排糞計算式〉[100]。
- 文學獎
授予奈及利亞的網路企業家們，表彰其創作並利用電子郵件發布一系列大膽的短篇小說，從而向數百萬讀者介紹薩尼·阿巴查將軍、瑪麗亞姆·阿巴查夫人 、喬恩-姆貝基（Jon A Mbeki）大律師以及其他一些富有的人物——他們每個人都只需要少量的費用，就可以獲得他們應得的巨大財富，並願意與幫助他們的好心人分享這些財富（參見預付費詐騙）。
- 醫學獎
授予美國密蘇里州傑克遜縣橡樹林（英语：Oak Grove, Jackson County, Missouri）的格雷格·米勒（Gregg Miller），表彰其發明狗的人工替代睪丸「Neuticles」，這種睪丸有三種尺寸和三種硬度。
- 營養學獎
授予日本東京的中松義郎，表彰其34年來為自己的每一餐拍照並分析計算。
- 和平獎
授予英國紐卡索大學的克萊爾·林德（Claire Rind）與彼得·西蒙斯（Peter Simmons），表彰其在蝗蟲看電影《星際大戰》的精選片段時，對其腦細胞的活動進行監測[101]。
- 物理學獎
授予澳大利亞昆士蘭大學的約翰·梅史東（John Mainstone）和湯瑪士·帕奈爾，他們耐心地進行了始於1927年的瀝青滴漏實驗——一團凝固的黑色焦油瀝青以大約每9年滴落一滴的速度在漏斗中緩慢滴落[102]。

## 2006年
頒獎典禮於2006年10月5日舉行。
- 聲學獎
授予美國哈佛先鋒醫療協會暨布蘭迪斯大學暨西北大學的D·林恩·哈爾彭（D. Lynn Halpern）、范德堡大學暨西北大學的倫道夫·布萊克（Randolph Blake），與西密西根大學暨西北大學的詹姆斯·希倫布蘭德（James Hillenbrand），表彰其進行實驗以了解人們為什麼不喜歡指甲刮黑板的聲音（恐音症）[103]。
- 生物學獎
授予荷蘭瓦赫寧恩農業大學暨坦尚尼亞國家醫學研究所／伊法卡拉健康研究所（英语：Ifakara Health Institute）暨奧地利維也納國際原子能總署的巴特·克諾爾斯（Bart Knoles），與荷蘭瓦赫寧恩農業大學暨義大利Santa Maria degli Angeli的魯爾德·德榮（Ruurd de Jong），表彰其發現林堡起司和人的臭腳除了腥臭外，亦有吸引甘比亞瘧蚊的共同特性[104]。
- 化學獎
授予西班牙瓦倫西亞理工大學的安東尼奧·穆萊特（Antonio Mulet）、何塞·哈維爾·貝內迪托（José Javier Benedito）與何塞·博恩（José Bon），以及帕爾馬巴利阿里群島大學的卡門·羅塞洛（Carmen Rosselló），表彰其發現溫度會影響超音波通過切達乾酪的速度[105]。
- 文學獎
授予美國普林斯顿大學的丹尼爾·M·奧本海默（英语：Daniel M. Oppenheimer），表彰其进行的一系列试验显示，精心准备的长篇演讲是一种最糟糕的取悦他人的方法，那实际上只会让你显得很愚蠢[106]。
- 數學獎
授予澳大利亚联邦科學和研究组织（英语：CSIRO）的妮克·斯文森（Nic Svenson）與皮尔斯·巴内斯（Piers Barnes），表彰其计算必须拍摄多少张照片才能（几乎）确保合照中没有人闭着眼睛[107]。斯文森得出的解决方案是：如果集体照中的人数少于20人，且光线较好，那人数除以3就是所需拍摄的次数；但如果光线较差，曝光时间变长就会增加眨眼的几率，因此将人数除以2才是所需拍摄次数；但如果人数大于50人时最好放弃拍照——因为这种情况下必然有一人的眼睛是闭上的。
- 醫學獎
授予美國田纳西州杰克逊维尔市大學（英语：University of Tennessee College of Medicine）醫院的弗朗西斯·M·费斯米尔，以及以色列海法锡安醫學中心的马杰德·欧戴（Majed Odeh）、哈里·巴桑（Harry Bassan）與埃里·奥利文（Arie Oliven），表彰其发明了一种匪夷所思的“按摩直肠止嗝法”[108]。费斯米尔和欧戴醫生介绍了止嗝的操作步骤：“手指深入病人肛门，按摩其直肠，并进行缓慢的圆周运动。病人打嗝的频率立即开始减慢，30秒内完全停止。”
- 营养學獎
授予科威特科威特大學（英语：Kuwait University）的瓦西米婭·胡迪（Wasmia Al-Houty）與科威特環境及公務局的法滕·穆薩拉姆（Faten Al-Mussalam），表彰其发现蜣螂是一种挑食动物[109]。牠們更喜欢吃马和狗的粪便，而不是骆驼和狐狸的粪便。
- 鳥類學獎
授予美國加州戴维斯大學的伊万·R·舒瓦布（英语：Ivan R. Schwab）與加利福尼亞大學洛杉磯分校的菲利普·R·A·梅（Philip R.A. May），表彰其探索並解釋为什么啄木鸟不会头痛的原因[110]。舒瓦布在论文中称，啄木鸟大部分时间都不停地用尖嘴去啄木头。如果换作是人，大脑和眼睛必将严重受损。舒瓦布研究后发现，啄木鸟进化出了一个拥有海绵状的厚头骨，它能像海绵一样保护大脑。啄木鸟还进化出了自己的“安全带”系统，在它的鸟喙啄中树干前1毫秒，它眼睛内的透明瞬膜会及时闭上，将眼球包裹得紧紧的，防止它們蹦出眼窝。
- 和平獎
授予英國威爾斯梅瑟蒂德菲尔地区（英语：Merthyr Tydfil）的霍华德·斯特普尔顿（Howard Stapleton），表彰其研發出一种机电式青少年驱赶器，可以发出只有青少年能听到、但大多数成年人却听不到的高音频。利用这一技术，斯特普尔顿发明了一种用来驱赶不良青少年的高音喇叭，这样成年顾客可以不受干扰地在商店内购物。此外，他又用同一原理發明了只有青少年听得到，老师却不能发觉的手机铃声，避免了青少年和老师在使用手机上发生的争论。
- 物理學獎
授予由法國巴黎第六大學的巴西爾·奥多里（Basile Audoly）與塞巴斯蒂安·諾伊基希（Sebastien Neukirch），表彰其解釋为什么未煮熟的意大利细面条被掰断时，永远都不会只断成2截[111]。

## 2007年
頒獎典禮於2007年10月4日舉行。
- 航空學獎
授予阿根廷的帕特里夏·V·阿戈斯蒂諾（Patricia V. Agostino）、聖地牙哥·A·普萊諾（Santiago A. Plano）與迪亞哥·戈隆貝克，表彰其發現威而鋼能幫助倉鼠克服搭飛機的時差[112][113]。
- 生物學獎
授予荷蘭埃因霍温理工大學的約翰娜·E·M·H·范·布朗斯韋克（Johanna E.M.H. van Bronswijk），表彰其對生活在人們床上的所有蟎蟲和其他生物進行的普查[114]。
- 化學獎
授予日本國立國際醫療研究中心的山本麻由，表彰其從母牛糞便中提煉出香草精[115]。
- 經濟學獎
授予臺灣的謝國楨，表彰其研發出「設計天羅地網銀行防盜系統」，利用一個網來捉賊，防止歹徒搶劫[116][117]。

- 語言學獎
授予西班牙巴塞隆納大學的胡安·曼努埃爾·托羅（Juan Manuel Toro）、何塞普·B·特羅巴隆（Josep B. Trobalon）與努里亞·塞巴斯蒂安·加萊斯（Núria Sebastián-Gallés），表彰其發現老鼠有時會無法分辨倒著播放的日語和荷蘭語錄音[118]。
- 文學獎
授予澳洲的格蘭達·布朗（Glenda Browne），表彰其研究「The」這個字對出版社編輯作排序時造成的困擾[119]。一般來說，這個字在排序時會省略掉，但亦有些情況需要保留。
- 醫學獎 
授予美國田納西州的丹·邁耶爾（Dan Meyer）與英國格洛斯特的布萊恩·維特科姆（Brian Witcombe），表彰其研究吞劍的副作用[120]。
- 營養學獎
授予美國康乃爾大學的布萊恩·溫辛克（英语：Brian Wansink），表彰其透過設計了一個暗中在碗裡添加番茄湯的裝置，以研究人類食慾與肥胖的關係[121]。
- 和平獎
授予美國俄亥俄州德頓市的美國空軍萊特實驗室，表彰其研究與開發出「同性戀炸彈」，意圖使軍隊士兵因為性慾而無法作戰[122]。
- 物理學獎
授予美國哈佛大學的L·馬哈迪萬和智利聖地牙哥大學的恩里克·薩爾達·比利亞布蘭卡（Enrique Cerda Villablanca），表彰其對床單起皺的理論研究[123]。

## 2008年
頒獎典禮於2008年10月2日舉行。
- 考古學獎
授予巴西聖保羅大學的阿斯托弗·戈梅斯·德梅洛·阿勞霍（Astolfo Gomes de Mello Araujo）與何塞·卡洛斯·馬塞利諾（Jose Carlos Marcelino），表彰其證明犰狳可以混淆考古遗址的内容[125][126]。
- 生物學獎
授予法國國立圖盧茲獸醫學院的馬瑞-克利斯汀·卡第羅區（Marie-Christine Cadiergues）、克利斯托·喬柏（Christel Joubert）與麥可·法蘭克（Michel Franc），表彰其發現在狗身上的跳蚤，比猫蚤跳得更高[127]。
- 化學獎
授予美國波多黎各大學的許瑞·安培瑞（Sheree Umpierre）、新英格蘭生育中心的約瑟夫·希爾（Joseph Hill），以及波士頓大學醫院暨哈佛醫學院的黛伯拉·安德森（Deborah Anderson），表彰其發現可口可樂可以有效的殺死精子[128]；以及台灣台北醫學大學的洪傳岳、謝茶唱、吳珮芬、姜必寧證明並非如此[129][130]。
- 認知科學獎
授予日本北海道大學／理化學研究所的中垣俊之、廣島大學的小林亮、東北大學的石黑章夫、北海道大學／Presto JST的手老篤史、名古屋大學／理化學研究所的山田裕康，以及匈牙利塞格德大學的愛格塔·朵斯（Ágota Tóth），表彰其發現單細胞生物黏菌有解謎的能力[131][132]。
- 經濟學獎
授予美國新墨西哥大學的杰弗里·米勒、喬舒亞·泰布爾與布蘭特·喬登（Brent Jordan），表彰其發現脫衣舞女郎在排卵期時收入比平時多[133]。
- 文學獎
授予英國卡斯商學院的大衛·西姆斯（David Sims），表彰其讓人愛不釋手的研究「你這個混蛋：组织内愤怒体验的叙事探索」[134][135]。
- 醫學獎
授予美國杜克大學的麗貝卡·瓦博（Rebecca Waber）、巴巴·希夫（Baba Shiv）、齊夫·卡蒙（Ziv Carmon）與丹·艾瑞利，表彰其發現昂贵的安慰劑比廉价的安慰劑有效[136][137]。
- 營養學獎
授予義大利崔瑞托大學的馬西米利亞諾·贊皮尼（Massimiliano Zampini）與英國牛津大學的查爾斯·斯彭斯，表彰其發現名稱好听的食物，也会比较好吃[138][139]。
- 和平獎
授予瑞士聯邦道德委員會非人類相關生化科技組（英语：Federal Ethics Committee on Non-Human Biotechnology）以及瑞士公民，表彰其接受「植物也有尊严，不应该随意践踏」法條[140]。
- 物理獎
授予美國史桂斯海洋研究所海洋觀測站計劃的多利安·M·瑞摩（Dorian M. Raymer）與加州大學聖地牙哥分校的道格拉斯·史密斯（Douglas Smith），表彰其證明大量細線或頭髮將不可避免的糾纏在一起[141]。

## 2009年
頒獎典禮於2009年10月1日舉行。
- 生物學獎
授予日本北里大學研究生院的田口文章、宗國富與張光磊，表彰其通過使用貓熊糞便中的細菌，能減少90%以上質量的廚餘[142][143]。
- 化學獎
授予墨西哥國立自治大學的哈維爾·莫拉萊斯（Javier Morales）、米格爾·阿帕蒂加（Miguel Apatiga）與維克多·卡斯塔諾（Victor Castano），表彰其研發出利用龍舌蘭酒製作鑽石薄膜的方法[144][145]。
- 經濟學獎
授予冰島克伊普辛銀行（英语：Kaupthing Bank）、冰島國民銀行、格利特尼爾銀行（英语：Glitnir (bank)）及冰島中央銀行的行政總裁、董事及審計師，表彰其證明小銀行可以在短時間內變成大銀行，反之亦然（並證明整個國民經濟也可以發生類似的事情）。
- 文學獎
授予愛爾蘭警察，表彰其連續對波蘭駕駛「Prawo Jazdy」發出50多張的交通違規罰單。Jazdy先生被普遍認為是愛爾蘭最頻繁的交通違規者，後來經調查才愕然發現原來「Prawo Jazdy（英语：Driving licence in Poland）」不是姓名，而是波蘭文的「駕照」[146]。
- 數學獎
授予辛巴威儲備銀行行長吉迪恩·戈諾（英语：Gideon Gono）及該銀行，表彰其決定令津巴布韋鈔票面額小至1分大到100萬億元都有（英语：Hyperinflation in Zimbabwe），為人們提供了一種簡單、日常的方式來應對各種數字。
- 醫學獎
授予美國加州千橡市的唐納德·L·恩格爾（Donald L. Unger），表彰其連續扳左手指關節（但沒有對右手進行同樣動作）50年，並觀察是否會導致關節炎[147]。
- 和平獎
授予瑞士伯爾尼大學的史蒂芬·博利格（Stephan Bolliger）、史蒂芬·羅斯（Steffen Ross）、拉爾斯·奧斯特赫爾維格（Lars Oesterhelweg）、邁克爾·塔利（Michael Thali）與比特·克努布埃爾（Beat Kneubuehl），表彰其透過利用鋼球撞擊一般啤酒的包裝500mL玻璃瓶，研究裝滿啤酒的啤酒樽與空啤酒樽哪一個打在人頭上效果最好。研究結果有助法庭判斷兩種酒瓶可造成的傷害[148]。
- 物理學獎
授予美國辛辛那提大學的凱瑟琳·惠特康（Katherine Whitcome）、哈佛大學的丹尼爾·利伯曼以及得克薩斯大學的莉莎·夏皮羅（Liza Shapiro），表彰其研究出懷孕婦女如何保持平衡而不會跌倒[149]。
- 公共衛生獎
授予美國芝加哥的埃琳娜·博德納爾（Elena Bodnar）、拉斐爾·李（Raphael Lee）與桑德拉·馬里揚（Sandra Marijan），表彰他們發明了一種可以快速拆開成一對口罩的胸罩——一個給佩戴者，一個送給有需要的旁觀者[150]。
- 獸醫獎
授予英國紐卡素大學的凱瑟琳·道格拉斯（Catherine Douglas）與彼得·羅林森（Peter Rowlinson），表彰其證明有命名的乳牛產乳量比沒有命名的乳牛還多[151]。

## 2010年
頒獎典禮於2010年9月30日舉行。
- 生物學獎
授予中國广东昆虫研究所的张礼标、譚敏、朱廣簡、葉劍平、洪緹玉與周紗宜，華東師範大學的張舒儀，以及英國布里斯托大學的加雷思·琼斯（Gareth Jones），表彰其科學地记录了果蝠的口交活动[152]。
- 化學獎
授予埃里克·亚当斯（Eric Adams）、斯科特·索科洛夫斯基（Scott Socolofsky）、斯蒂芬·增谷（Stephen Masutani）與英國石油公司，表彰其推翻水和油不能相混这一陈旧观念[153]。
- 经济學獎
授予高盛集團、美國國际集团、雷曼兄弟、贝尔斯登公司、美林证券和Magnetar Capital（英语：Magnetar Capital）的行政人员和总裁，表彰其创造并推广了新的投资方式——为世界经济或其一部分创造了最大的金融收益和最小的金融风险。
- 工程學獎
授予英國伦敦动物协会（英语：Zoological Society of London）的卡丽那·阿塞韦多-怀特豪斯（Karina Acevedo-Whitehouse）與艾格尼丝·罗恰-戈塞尔林（Agnes Rocha-Gosselin），以及墨西哥南下加利福尼亚州國立理工學院的黛安·根德伦（Diane Gendron），表彰其发明了用遥控直升机改善收集鲸鱼鼻涕的方法[154]。
- 管理學獎
授予意大利卡塔尼亚大學的亚历山德罗·普鲁奇诺（Alessandro Pluchino）、安德烈·拉匹萨达（Andrea Rapisarda）與塞萨尔·加罗法洛（Cesare Garofalo），表彰其从数學角度证明如果随机地晉升人，团队运作将更有效率[155]。
- 醫學獎
授予荷兰阿姆斯特丹大學的西蒙·里特费尔德（Simon Rietveld）與蒂尔堡大學的伊利亚·范·贝斯特（Ilja van Beest），表彰其发现哮喘病徵可以通过坐雲霄飛車来治疗[156]。
- 和平獎
授予英國基尔大學的理查德·史蒂芬斯（Richard Stephens）、约翰·阿特金斯（John Atkins）與安德鲁·金斯顿（Andrew Kingston），表彰其证实了骂人能够缓解疼痛这一广泛持有的看法[157]。
- 物理學獎
授予紐西蘭奥塔哥大學的利安·帕金（Lianne Parkin）、希拉·威廉姆斯（Sheila Williams）與帕特里夏·普里斯特（Patricia Priest），表彰其向人们证明如果在鞋子外面套袜子在冰上走路，较不易于滑倒[158]。
- 公共衛生獎
授予德國迪特里克堡工业卫生和安全办公室的曼努埃尔·巴贝托（Manuel Barbeito）、查尔斯·马修斯（Charles Mathews）與拉里·泰勒（Larry Taylor），表彰其通过实验证实微生物喜欢沾染留胡子的科學家[159]。
- 運輸規劃獎
授予日本公立函館未來大學的中垣俊之、廣島大學的小林亮與弓木健嗣、科學技術振興機構PRESTO計劃的手老篤史、北海道大學的高木清二、三枝徹與伊藤賢太郎，以及英國的丹·贝伯（Dan Bebber）與马克·弗里克（Mark Fricker），表彰其利用黏菌来确定最佳的铁路路線[160]。

## 2011年
頒獎典禮於2011年9月29日舉行。
- 生物學獎
授予澳大利亞的达利尔·葛文（Daryll Gwynne）和大卫·伦茨（David Rentz），表彰其發現某些种类的甲虫（英语：Julodimorpha）会和某些种类的澳洲啤酒瓶交配[161]。
- 化學獎
授予日本滋賀醫科大學的今井真、漆畑直樹、種村秀輝、田島幸信、後藤秀晃、溝口浩一郎、村上純一與廣濱秀次，表彰其確定在火災或其他緊急情況下能喚醒熟睡的人的空氣中芥末理想密度，並加以應用發明芥末警报器[162][163]。
- 文學獎
授予美國史丹福大學的約翰·佩里（英语：John Perry (philosopher)），表彰其結構性的拖延理論，其中指出“为了成为一个高成就者，应该先做那些重要的事，并以此为理由不去做更重要的事”[164][165][166]。
- 数學獎
授予美國的多蘿西·馬丁（Dorothy Martin，曾預言世界末日將在1954年發生）、美國的帕特·羅伯遜（曾預言世界末日將在1982年發生）、美國的伊麗莎白·克萊爾·普羅福特（英语：Elizabeth Clare Prophet）（曾預言世界末日將在1990年發生）、韓國的李長林（曾預言世界末日將在1992年發生）、烏干達的克莉多尼亞·瑪琳達（曾預言世界末日將在1999年發生），以及美國的哈羅德·康平（曾預言世界末日將在1994年9月6日發生，之後又預言世界末日將在2011年5月21日發生），表彰其以实际行动告诉世人，在进行数學估算时小心谨慎是多么的重要。
- 醫學獎
授予米利安·图克（Mirjam Tuk）、黛布拉·特拉姆珀（Debra Trampe）與卢克·沃洛普（Luk Warlop）[167]，以及马修·路易斯（Matthew Lewis）、彼得·斯奈德（Peter Snyder）、罗伯特·费尔德曼（Robert Feldman）、罗伯特·派扎克（Robert Pietrzak）、大卫·达比（David Darby）與保罗·玛勒夫（Paul Maruff），表彰其證明當人們有強烈的尿意時，會對某些種類的事情做出更好的決定，但對其他種類的事情會做出更壞的決定[168]。
- 和平獎
授予立陶宛维尔纽斯市长阿图拉斯·佐卡斯（英语：Artūras Zuokas），表彰其證明使用裝甲運兵車輾壓可以解决豪华汽车乱停车的问题[169][170][171]。
- 心理學獎
授予挪威奥斯陆大學的卡爾·哈爾沃·泰根，表彰其对“为什么人类每天会叹气”之研究[172]。
- 物理學獎
授予菲利普·佩林（Philippe Perrin）、西里尔·佩罗特（Cyril Perrot）、多米尼克·德維特內（Dominique Deviterne）、布魯諾·拉加魯（Bruno Ragaru）與赫曼·金瑪（Herman Kingma），表彰其對“为何铁饼运动员总是会头晕而扔链球的人则不会”之研究[173]。
- 生理學獎
授予安娜·威尔金森（Anna Wilkinson）、纳塔莉·塞邦斯（Natalie Sebanz）、伊莎贝拉·曼德尔（Isabella Mandl）與路德维希·胡贝尔（Ludwig Huber），表彰其發現“没有证据表明红腿陆龟打哈欠具有传染性”[174]。
- 公共安全獎
授予加拿大多伦多大學的約翰·森德斯（英语：John Senders），表彰进行的一系列安全实验。在实验中，一名在高速公路上的驾车人的面前的遮阳板不断掉下来骚扰他的视线，干扰他的驾驶[175]。

## 2012年
頒獎典禮於2012年9月20日舉行。
- 声學獎
授予日本產業技術綜合研究所的栗原一貴與御茶水女子大學的塚田浩二，表彰其發明“沉默枪”，一种让说话者听到自己稍有延迟的说话声音（英语：Delayed auditory feedback）来打断他说话的机器[176][177]。
- 解剖學獎
授予美國的弗蘭斯·德瓦爾和珍妮佛·波科爾尼（Jennifer Pokorny），表彰其发现黑猩猩可以通过观看同类的肛門部位照片来辨认出不同的个体[178]。
- 化學獎
授予瑞典的約翰·彼得森（Johan Pettersson），表彰其解決在瑞典安德斯洛夫（英语：Anderslöv）的某些房屋内，一些人的头发会变绿的問題。因為連接到這些房屋內的水管沒有塗層，所以留在水管裡的熱水一夜之間就把銅剝落，導致水中的銅含量非常高[179]。
- 流体力學獎
授予美國的羅斯蘭·克里切特尼科夫（Rouslan Krechetnikov）與漢斯·邁耶（Hans Mayer），表彰其对液體晃动的动力學研究，以了解当一个人端着一杯咖啡行走时会发生什么事[180]。
- 文學獎
授予美國政府問責署，表彰其发表了一份报告，題目是評估〈『估計研究與報告之成本』的成果所帶來的影響〉所需之行為[181]。
- 醫學獎
授予法國的艾曼紐·班-蘇桑（Emmanuel Ben-Soussan）與米歇爾·安東涅蒂（Michel Antonietti），表彰其研究给出了醫生该如何进行结肠镜检查的建议，从而降低病人发生爆炸的可能性[182][183]。
- 神经科學獎
授予美國的克雷格·貝內特（Craig Bennett）、阿比蓋爾·貝爾德（Abigail Baird）、麥可·米勒（Michael Miller）與喬治·沃爾福德（George Wolford），表彰其向大脑研究人員證明利用复杂的设备加上简单的统计學方法，可以在任何地方看到有意义的大脑活动，甚至是在一条死掉的鮭鱼身上[184]。
- 和平獎
授予俄羅斯的SKN公司，表彰他们将老旧的俄國军火彈藥转换成全新的钻石[185]。
- 物理學獎
授予約瑟夫·凱勒、雷蒙·E·戈爾茨坦、帕特里克·沃倫（Patrick Warren）與羅賓·波爾（Robin Ball），表彰其计算人类马尾的移动和塑造的受力平衡[186]。
- 心理學獎
授予荷蘭的安妮塔·埃爾蘭（Anita Eerland）、羅爾夫·茲萬（Rolf Zwaan）與圖里奧·瓜達露佩（Tulio Guadalupe），表彰其對《向左倾斜使埃菲尔铁塔看上去更小》之研究[187]。

## 2013年
授獎大會首次向獲獎者頒發獎金，數額為10兆津巴布韋元。頒獎典禮於2013年9月12日舉行。
- 考古學獎
授予美國的布萊恩·克蘭德爾（Brian Crandall）與彼得·施塔爾（Peter Stahl），表彰其吞下一隻煮熟的死鼩鼱，然後從自己排出的糞便中研究人體的消化系統，看哪些骨頭會被人體消化[189]。
- 生理學和天文學獎
授予瑪麗·達克、艾蜜莉·貝爾德（Emily Baird）、馬庫斯·柏恩、克拉克·肖爾茨（Clarke Scholtz）與艾瑞克·瓦蘭特（Eric Warrant），表彰其發現糞金龜夜晚迷路時，能利用銀河導航找到回家的路[190]。
- 化學獎
授予日本好侍食品的今井真介、柘植信昭、朝武宗明、永留佳明與澤田博、東京大學名譽教授長田敏行，以及京都大學名譽教授熊谷英彥，表彰其發現洋蔥使人流淚的生物化學過程比科學家以前意識到的還要複雜[191]。
- 醫學獎
授予日本順天堂大學暨帝京大學的內山雅照、帝京大學暨哈爾濱醫科大學的金相元、帝京大學的Qi Zhan、東京女子醫科大學的平井敏仁、順天堂大學的天野篤、順天堂大學的場集田壽，及帝京大學的新見正則，表彰其發現做過心臟移植手術的老鼠，聽歌劇和古典音樂能活得更長[192]。
- 和平獎
授予白俄羅斯總統亚历山大·卢卡申科與白俄羅斯國家警察（英语：Law enforcement in Belarus），因總統規定在公共場合鼓掌是非法行為（英语：2011 Belarusian protests），而警察又以鼓掌的罪名逮捕了一名獨臂男子[193]。
- 機率學獎
授予英國的伯特·托爾坎普（Bert Tolkamp）、瑪莉·哈斯凱爾（Marie Haskell）、弗里沙·蘭福德（Fritha Langford）、大衛·羅伯茨（David Roberts）與科林·摩根（Colin Morgan），表彰其兩項發現：奶牛趴下的時間越長，站起來的可能性就越大；而一旦奶牛站了起來，就很難估計它什麼時候會再趴下[194]。
- 物理獎
授予義大利的阿爾貝托·米內蒂（Alberto Minetti）、尤里·伊萬延科（Yuri Ivanenko）、傑爾瑪娜·卡佩里尼（Germana Cappellini）、納迪婭·多米尼克（Nadia Dominici）與弗朗切斯科·拉奎尼蒂，表彰其發現有些人的體能結構可以讓他們在池塘的水面上行走而不會沉下去，但前提是人和池塘都必須在月球上[195]。
- 心理學獎
授予洛朗·貝格（Laurent Bègue）、布拉德·布希曼、烏爾曼·澤胡尼（Oulmann Zerhouni）、巴蒂斯特·蘇布拉（Baptiste Subra）與梅迪·烏拉巴（Medhi Ourabah），表彰其通過實驗證明喝醉酒的人會覺得自己更有吸引力[196]。
- 公共衛生獎
授予卡西安·班加那達（Kasian Bhanganada）、圖·查亞瓦塔納（Tu Chayavatana）、朱蓬·蓬努姆庫（Chumporn Pongnumkul）、阿農特·通穆卡雅庫（Anunt Tonmukayakul）、皮亞薩科爾·薩庫爾薩塔亞東（Piyasakol Sakolsatayadorn）、克里特·科馬拉塔爾（Krit Komaratal）與亨利·王爾德（Henry Wilde），表彰其在研究報告〈暹羅陰莖截肢流行病的外科治療〉中描述如何接上被嫉妒的妻子割斷的陰莖的技術，但他們聲明這種技術不適用於被鴨子吃掉一部分斷下的陰莖[197]。
- 安全工程獎
授予美國的古斯塔諾·皮佐（Gustano Pizzo），表彰其發明了一個捕捉劫機者的機電系統（美國專利第3,811,643号）：把劫機者裝在密封的包裹中用降落傘扔下地面，讓等待那裡的警察處理。

## 2014年
頒獎典禮於2014年9月18日舉行。
- 极地科學獎
授予艾吉爾·萊默斯（Eigil Reimers）與辛德雷·埃夫特斯特勒（Sindre Eftestøl），表彰其研究驯鹿看到伪装成北极熊的人类会有什么反应[198]。
- 艺术獎
授予瑪麗娜·德托馬索（Marina de Tommaso）、米歇爾·薩爾達羅（Michele Sardaro）與保羅·利夫雷亞（Paolo Livrea），表彰其测量人们在被强大的激光束射中手部时，观看丑陋的画作与美丽的画作哪个更疼[199]。
- 生物學獎
授予弗拉斯蒂米爾·哈特（Vlastimil Hart）、佩特拉·諾瓦科娃（Petra Nováková）、埃里希·帕斯卡·馬肯佩爾、薩賓娜·貝格爾（Sabine Begall）、弗拉基米爾·漢扎爾（Vladimír Hanzal）、米洛什·耶澤克（Miloš Ježek）、托馬斯·庫什塔（Tomáš Kušta）、維羅妮卡·涅姆科娃（Veronika Němcová）、亞娜·亞當科娃（Jana Adámková）、凱特琳娜·貝內迪克托娃（Kateřina Benediktová）、雅羅斯拉夫·切爾維尼（Jaroslav Červený）与海涅克·布爾達（Hynek Burda），表彰其对于为何狗在便溺时会更喜欢把身体与地球磁场线对齐这一现象的详细报告[200]。
- 经济學獎
授予意大利國家统计研究所，表彰其在欧盟新规定中首当其冲，将性产业、非法药物、走私和其他非法交易算入國家经济中[201]。
- 醫學獎
授予伊恩·漢弗萊斯（Ian Humphreys）、索納爾·薩拉伊亞（Sonal Saraiya）、沃爾特·貝倫斯基（Walter Belenky）与詹姆斯·德沃金（James Dworkin），表彰其对于“无法控制”的鼻血的治疗方法：把熏肉塞住鼻子[202]。
- 神经科學獎
授予刘建刚、李军、Lu Feng、Ling Li、舒巴姆·博斯（Shubham Bose）、田捷与李康，表彰其对于研究人们在见到吐司上耶稣像时大脑活动[203]。
- 营养學獎
授予拉克爾·魯比奧（Raquel Rubio）、安娜·約弗萊（Anna Jofré）、貝倫·馬丁（Belén Martín）、特雷莎·艾梅里奇（Teresa Aymerich）与瑪格麗塔·蓋瑞加（Margarita Garriga），表彰其题为「从婴儿粪便中分离出来的乳酸菌如何用来培养发酵香肠中益生菌」之研究[204]。
- 物理學獎
授予日本北里大學的馬淵清資、田中健誠、内島大地与酒井里奈，表彰其测量当人踩在地板上的香蕉皮上时，鞋子与香蕉皮之间以及香蕉皮与地板之间的摩擦力[205]。
- 心理學獎
授予彼得·K·喬納森（Peter K. Jonason）、艾咪·瓊斯（Amy Jones）与米娜·里昂（Minna Lyons），表彰他们搜集了大量证据证明睡懒觉的人比起早起的人通常会更自恋、更有控制欲并且更神经质[206][207]。
- 公共卫生獎
授予雅罗斯拉夫·弗莱格、揚·哈夫利切克（Jan Havlíček）、吉特卡·哈努索娃·林多瓦（Jitka Hanušova-Lindova）、大衛·哈瑙爾（David Hanauer）、納倫·拉馬克里希南（Naren Ramakrishnan）與麗莎·塞弗里德（Lisa Seyfried），表彰其調查養貓是否會對人的精神造成危害[208]。

## 2015年
頒獎典禮於2015年9月17日舉行。
- 生物學獎
授予智利大學的布魯諾·格羅西（Bruno Grossi）、奧馬爾·拉拉赫（Omar Larach）、毛里西奧·卡納爾斯（Mauricio Canals）、羅德里戈·A·巴斯克斯（Rodrigo A. Vásquez）與何塞·伊里亞特-迪亞斯（José Iriarte-Díaz），表彰其發現當把一個重重的棍子插入雞屁股的時候，雞走起來的樣子像極了恐龍[209]。
- 化學獎
授予澳洲西澳大學的卡勒姆·奧蒙德（Callum Ormonde）與科林·拉斯頓（英语：Colin Raston），以及湯姆·袁（Tom Yuan）、史蒂芬·庫德拉斯科（Stephan Kudlacek）、薩邁蘭·昆奇（Sameeran Kunche）、約書亞·N·史密斯（Joshua N. Smith）、威廉·A·布朗（William A. Brown）、凱特琳·普格里塞（Kaitlin Pugliese）、蒂沃利·奧爾森（Tivoli Olsen）、瑪麗亞姆·伊夫蒂哈爾（Mariam Iftikhar）、格雷戈里·魏斯（Gregory Weiss），表彰其研究如何用化學方法將已煮熟的雞蛋還原成為未煮熟的狀態[210]。
- 診斷醫學獎
授予英國斯托克·曼德維爾醫院的迪亞拉·卡里姆（Diallah Karim）、安東尼-哈恩登（Anthony Harnden）、奈傑爾-德索薩（Nigel D'Souza）、安德魯黃（Andrew Huang）、阿卜杜勒-卡迪爾-阿盧尼（Abdel Kader Allouni）、海倫-阿什當（Helen Ashdown）、理查德-J-史蒂文斯（Richard J. Stevens）與西蒙-克雷克勒（Simon Kreckler），表彰其發現急性闌尾炎病患開車經過減速帶的時候會感覺疼痛。雖然說也有其他病痛會造成開車經過減速帶時感到疼痛，但若開車經過減速帶時沒有感到疼痛，就代表沒有得到急性闌尾炎[211]。
- 經濟學獎
授予曼谷大都會警察局，表彰其會向警察發額外獎金，如果警察不受賄的話[212]。
- 文學獎
授予荷蘭馬克斯·普朗克心理語言學研究所（英语：Max Planck Institute for Psycholinguistics）的馬克·丁厄曼瑟、弗朗西斯科·托雷拉（Francisco Torreira）與尼克·J·恩菲爾德（Nick J. Enfield），表彰其發現「huh？」（哈？/啊？）似乎存在於人類的每一種語言中，而他們也不太清楚為什麼[213]。
- 管理學獎
授予新加坡管理大學的根納羅·貝尼萊（Gennaro Bernile）、維尼特·巴格瓦特（Vineet Bhagwat）與拉加文德拉·勞（英语：Raghavendra Rau），表彰其發現那些商界精英小時候都經歷過自然災害（地震，火山爆發，海嘯和野火），活了下來並喜歡上冒險[214]。
- 數學獎
授予奧地利維也納大學的伊麗莎白·奧伯佐赫（Elisabeth Oberzaucher）和卡爾·格拉莫（Karl Grammer），表彰其試圖利用數學技術來確定嗜血的謝里夫皇帝穆萊·伊斯梅爾是否以及如何在1697年至1727年期間生下888個孩子[215]。
- 醫學獎
授予日本過敏科診所的木俣肇，以及斯洛伐克夸美紐斯大學的雅羅斯拉瓦·杜爾迪亞科娃（Jaroslava Durdiaková）、彼得·塞萊克（Peter Celec）、娜塔莉亞·卡莫迪奧娃（Natália Kamodyová）、塔蒂亞娜·塞德拉奇科娃（Tatiana Sedláčková）、加芙列拉·雷皮斯卡（Gabriela Repiská）、芭芭拉·弗瑞絲（Barbara Sviežená）與加布里埃爾·米納里克（Gabriel Minárik），表彰其研究了接吻和其他親密行為對生理系統的益處或影響[216][217][218][219]。
- 物理學獎
授予美國喬治亞理工學院的楊佩良、胡立德、喬納森·范（Jonathan Pham）與傑洛米·周（Jerome Choo），表彰其發現幾乎所有體重在3公斤以上的哺乳動物都可以在21±13秒之內完成排尿，關鍵在於牠們的尿道令排尿的效率提高了3,600倍[220]。
- 生理學和昆蟲學獎
授予美國西南生物研究所的賈斯汀·O·施密特，表彰其煞斐苦心地創造施密特叮咬疼痛指數（英语：Schmidt sting pain index），旨在將人類被各種昆蟲叮咬之後的疼痛分級[221]；並授予美國康乃爾大學的邁克爾·L·史密斯（Michael L. Smith），表彰其精心安排蜜蜂反覆叮咬自己25個身體部位，以了解那些部位疼痛最小（頭皮、腳趾中趾尖和上臂），哪些部位疼痛最大（鼻孔、上嘴唇和陰莖海綿體）[222]。

## 2016年
頒獎典禮於2016年9月22日舉行。
- 繁殖學獎
授予已故的艾哈邁德·沙菲克，表彰其对穿着聚酯纤维制、棉质、或羊毛质的裤子对老鼠的性生活的影响的测试[223]，以及其对人类男性的类似测试[224]。
- 经济學獎
授予紐西蘭梅西大學的马克·艾维斯（Mark Avis）及其同事，表彰其从市场营销角度评估岩石以何种人格为人所看待[225]。
- 物理學獎
授予匈牙利羅蘭大學的加博尔·霍瓦特（Gabor Horvath）及其同事，表彰其发现白色毛发的马对马蝇有最强的抗性[226]，以及发现黑色墓碑会对蜻蜓产生强烈吸引力的原因[227]。
- 化學獎
授予大众汽车，表彰其通过以在汽车测试时用机电手段自动降低排放的方式，解决了汽车过度排放的问题。
- 醫學獎
授予德國呂貝克大學的克里斯托夫·赫爾姆欽及其同事，表彰其发现当你左边身体痒的时候，可以通过看着镜子挠自己的右边缓解之（反之亦然）[228]。
- 心理學獎
授予伊芙琳·德贝（Evelyne Debey）及其同事，表彰其询问一千个骗子他们说谎的频率，以及决定是否相信这些答案[229]。
- 和平獎
授予加拿大滑鐵盧大學的戈登·彭尼庫克及其同事，表彰其发表充满學者风度的研究论文《论对假装深刻的瞎扯蛋的接收与鉴别》[230]。
- 生物學獎
授予查爾斯·A·福斯特，表彰其在野外相继以獾、水獭、鹿、狐狸、鸟的身份生活；以及湯瑪斯·思韋茨，表彰其制作装在其四肢上的义腿，从而得以以山羊的方式，在山羊的陪伴下，在山间漫步。
- 文學獎
授予弗雷德里克·斯约伯格（Fredrik Sjöberg），表彰其关于收集已死的苍蝇和还没死的苍蝇的愉悦的三卷自传作品。
- 认知學獎
授予立命館大學的東山篤規与大阪大學的足立浩平，表彰其研究当你弯下腰从两腿之间看出去，事物看起来是否会不一样[231]。

## 2017年

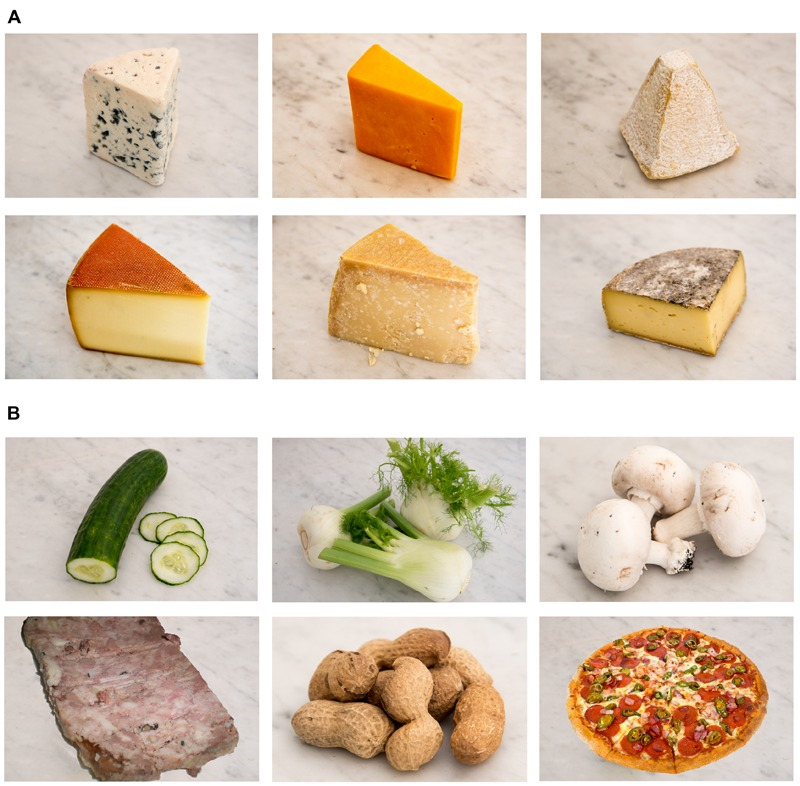
2017醫學獎获得者对不同奶酪的研究

頒獎典禮於2017年9月14日舉行。
- 物理學獎
授予馬克-安托萬·法爾丁（Marc-Antoine Fardin），表彰其用流體力學來探討貓能否同時處於固態和液態的问题[233]。
- 和平獎
授予瑞士的米洛·普漢（Milo Puhan）、亞歷克斯·蘇亞雷斯（Alex Suarez）、克里斯蒂安·洛·卡西奧（Christian Lo Cascio）、阿爾弗雷德·扎恩（Alfred Zahn）、馬庫斯·海茨（Markus Heitz）與奧托·布蘭德利（Otto Braendli），表彰其證明經常演奏迪吉里杜管能有效治療阻塞性睡眠呼吸中止症和打鼾[234]。
- 经济學獎
授予澳大利亞的馬修·羅克洛夫（Matthew Rockloff）與南希·格里爾（Nancy Greer），表彰其通过实验研究与活鳄鱼的接触如何影响一个人的赌博意愿[235]。
- 解剖學獎
授予義大利的詹姆斯·希斯科特（James Heathcote），表彰其的醫學研究「为何老人会有大耳朵？」[236]
- 生物學獎
授予吉澤和德、羅德里戈·費雷拉（Rodrigo Ferreira）、上村佳孝與查爾斯·連哈德（Charles Lienhard），表彰其发现一种雌性具有阴茎，雄性具有阴道的洞穴昆虫Neotrogla[237]。
- 流体动力學獎
授予韓國的Jiwon Han，表彰其研究一个人拿着咖啡倒着走时的液体动力學[238]。
- 营养學獎
授予費爾南達·伊托（Fernanda Ito）、恩里科·貝爾納（Enrico Bernard）與羅德里戈·托雷斯（Rodrigo Torres），表彰其首次报告毛腿吸血蝠吸食人类血液的现象[239]。
- 醫學獎
授予法國里昂大學的讓·皮埃爾·羅耶（Jean-Pierre Royet）、戴維·穆尼耶（David Meunier）、尼可拉斯·托爾凱（Nicolas Torquet）、安妮-瑪麗·莫莉（Anne-Marie Mouly）與Tao Jiang，表彰其利用脑扫描技术測量人对奶酪的厌恶程度[240]。
- 認知學獎
授予義大利的馬特奧·馬爾蒂尼（Matteo Martini）、伊拉里亞·布法拉里（Ilaria Bufalari）、瑪麗亞·安東涅塔·斯塔齊（Maria Antonietta Stazi）與薩爾瓦多·瑪麗亞·阿格利奧蒂（Salvatore Maria Aglioti），表彰其證明双胞胎并不比别人能更容易分辨自己与其兄弟姐妹[241]。
- 婦產科學獎
授予瑪麗莎·洛佩斯-泰洪（Marisa López-Teijón）、阿萊克斯·加西亞-法烏拉（Álex García-Faura）、阿爾貝托·普拉特-加里諾（Alberto Prats-Galino）與路易斯·帕拉雷斯·阿尼奧爾特（Luis Pallarés Aniorte），表彰其證明發育中的胎兒對母親陰道內播放機電音樂的反應比對母親腹部播放機電音樂的反應更強烈[242][243]。

## 2018年
頒獎典禮於2018年9月13日舉行。
- 醫學獎
授予美國的馬克·米切爾（Marc Mitchell）與大衛·瓦廷格（David Wartinger），表彰其利用坐雲霄飛車以加速腎結石排出之研究[245]。
- 人類學獎
授予瑞典隆德大學的托馬斯·佩爾森（Tomas Persson）、加芙列拉-阿麗娜·紹奇烏克（Gabriela-Alina Sauciuc）與埃萊尼·馬德森（Elainie Madsen），表彰其在動物園裡收集到的證據表明，黑猩猩模仿人類的次數和模仿的效果與人類模仿黑猩猩的次數和模仿的效果差不多[246]。
- 生物學獎
授予瑞典的保羅·貝徹（Paul Becher）、塞巴斯蒂安·勒布雷頓（Sebastien Lebreton）、埃里卡·瓦林（Erika Wallin）、埃里克·海登斯特倫（Erik Hedenstrom）、費利佩·博雷羅-埃切維里（Felipe Borrero-Echeverry）、瑪麗·本特松（Marie Bengtsson）、沃克·約爾格（Volker Jorger）與彼得·維茨加爾（Peter Witzgall），表彰其證明品酒專家可以透過嗅覺可靠地識別一杯葡萄酒中是否存在一隻果蠅[247]。
- 化學獎
授予葡萄牙的保拉·羅芒（Paula Romão）、阿迪利亞·阿拉爾孔（Adília Alarcão）與塞薩爾·維亞納（César Viana），表彰其研究人類唾液做為髒污表面的清潔劑之清潔效果[248]。
- 醫學教育獎
授予日本昭和伊南綜合醫院的堀内朗，表彰其研究以坐姿自我進行大腸鏡檢查[249]。
- 文學獎
授予希婭·布萊克勒（Thea Blackler）、拉斐爾·戈麥斯（Rafael Gomez）、維斯娜·波波維奇（Vesna Popovic）與M·海倫·湯普森（M. Helen Thompson），表彰其記錄大多數使用複雜產品的人都沒有閱讀說明書[250]。
- 營養學獎
授予英國布萊頓大學的詹姆斯·科爾（James Cole），表彰其計算出人吃人飲食的熱量攝取遠低於大多數其他傳統肉類飲食的熱量攝取[251]。
- 和平獎
授予弗朗西斯科·阿隆索（Francisco Alonso）、克里斯蒂娜·埃斯特萬（Cristina Esteban）、安德烈婭·塞爾吉（Andrea Serge）、瑪麗亞-路易莎·巴列斯塔（Maria-Luisa Ballestar）、海梅·桑馬丁（Jaime Sanmartín）、康斯坦薩·卡拉塔尤德（Constanza Calatayud）與比阿特麗斯·阿拉馬爾（Beatriz Alamar），表彰其測量駕駛汽車時大喊大叫和咒罵的頻率、動機及影響[252]。
- 生殖醫學獎
授予美國奧勒岡健康與科學大學約翰·巴瑞（John Barry）、布魯斯·布蘭克（Bruce Blank）與米歇爾·布瓦洛（Michel Boileau），表彰其使用郵票測試男性生殖器官是否正常運作[253]。
- 經濟學獎
授予梁漢玉（Lindie H. Liang）、道格拉斯·布朗（Douglas Brown）、連慧文、塞繆爾·哈尼格（Samuel Hanig）、D·蘭斯·費里斯（D. Lance Ferris）與麗莎·基平（Lisa Keeping），表彰其研究員工使用巫毒娃娃報復慣老闆是否有效果[254]。

## 2019年
頒獎典禮於2019年9月12日舉行。
- 醫學獎
授予義大利馬里奧·內格里藥理研究所（英语：Mario Negri Institute for Pharmacological Research）的西爾瓦諾·加盧斯（Silvano Gallus），表彰其蒐集諸多證據證明在義大利生產及食用的披薩可預防疾病及死亡[256]。
- 醫學教育獎
授予美國的卡倫·普萊爾（Karen Pryor）與特雷莎·麥基翁（Theresa McKeon），表彰其使用簡單的動物訓練技術——響片訓練，以訓練外科醫師進行骨科手術[257]。
- 生物學獎
授予孔令俊、赫伯特·克雷帕茲（Herbert Crepaz）、阿格尼耶斯卡·戈雷卡（Agnieszka Górecka）、亞歷珊卓·烏爾巴內克（Aleksandra Urbanek）、萊納·杜姆克（Rainer Dumke）與托馬斯·帕特雷克（Tomasz Paterek），表彰其發現死去的磁化蟑螂與活著的磁化蟑螂的行為不同[258]。
- 解剖學獎
授予法國的羅傑·米烏塞特（Roger Mieusset）與布爾拉斯·本古迪法（Bourras Bengoudifa），表彰其測量有穿衣及全裸的法國郵差之陰囊溫度不對稱性[259]。
- 化學獎
授予日本北海道大學的渡部茂、大西峰子、今井香、河野英司與五十嵐清治，表彰其估算出一個典型的五歲兒童每天產生之總唾液量約為500毫升[260]。
- 工程學獎
授予伊朗的伊曼·法拉赫巴赫什（Iman Farahbakhsh），表彰其發明用於嬰兒的換尿布機器[261]。
- 經濟學獎
授予哈比普·格迪克（Habip Gedik）、蒂莫西·A·沃斯（Timothy A. Voss）與安德烈亞斯·沃斯（Andreas Voss），表彰其測試哪個國家的紙幣最容易傳播危險細菌[262]。
- 和平獎
授予加達·A·本·賽義夫（Ghada A. bin Saif）、亞歷山德魯·帕波烏（Alexandru Papoiu）、莉莉安娜·巴納里（Liliana Banari）、弗朗西斯·麥格隆（Francis McGlone）、肖恩·G·夸特拉（Shawn G. Kwatra）、Yiong-Huak Chan與吉爾·約西波維奇（Gil Yosipovitch），表彰其嘗試量測抓癢的愉悅感[263]。
- 心理學獎
授予德國的弗里茨·史特拉克（英语：Fritz Strack），表彰其發現把筆含在嘴裡會讓人微笑[264]，從而讓人更快樂，後來又發現這並不會讓人更快樂[265]。
- 物理學獎
授予楊佩良、亞歷山大·李（Alexander Lee）、邁爾斯·陳（Miles Chan）、艾琳·馬丁（Alynn Martin）、阿什利·愛德華茲（Ashley Edwards）、史考特·卡弗（Scott Carver）與胡立德，研究袋熊如何以及為何排泄立方體形狀的糞便[266]。此為楊佩良及胡立德繼2015年之後的第二度獲獎。

## 2020年
頒獎典禮於2020年9月17日在線上舉行。
- 聲學獎
授予史蒂芬·雷伯（Stephan Reber）、西村剛、朱迪斯·雅尼施（Judith Janisch）、馬克·羅伯遜（Mark Robertson）與特庫姆塞·菲奇（Tecumseh Fitch），表彰其在充滿氦氣的密室中誘導一隻雌性揚子江鱷吼叫，並發現揚子江鱷的發聲方式與哺乳類相同[268][269][270]。
- 心理學獎
授予米蘭達·賈科明（Miranda Giacomin）與尼古拉斯·魯爾（Nicholas Rule），表彰其設計出一種透過觀察眉毛來辨識自戀者的方法[269]。
- 和平獎
授予印度及巴基斯坦政府，表彰其外交官在半夜偷偷地按對方的門鈴，然後在任何人有機會應門之前就跑掉[271]。
- 物理獎
授予澳大利亞斯文本科技大學的伊凡·馬克西莫夫（Ivan Maksymov）與安德烈·波托茨基（Andriy Pototsky），表彰其透過實驗確定活體蚯蚓在高頻振動時的形狀變化[272]。
- 經濟學獎
授予克里斯多福·沃特金斯（Christopher Watkins）、胡安·大衛·萊昂戈麥斯（Juan David Leongómez）、珍妮·博韋特（Jeanne Bovet）、阿格尼耶斯卡·澤拉茲涅維奇（Agnieszka Żelaźniewicz）、馬克斯·科布馬赫（Max Korbmacher）、馬爾科·安東尼奧·科雷亞·瓦雷拉（Marco Antônio Corrêa Varella）、安娜·瑪麗亞·費爾南德斯（Ana Maria Fernandez）、丹妮爾·瓦格斯塔夫（Danielle Wagstaff）與塞繆爾·博爾幹（Samuela Bolgan），表彰其致力於量化不同國家國民所得不平等與嘴對嘴接吻平均次數的關係[273]。
- 管理學獎
授予奚广安、莫天祥、杨康生、杨广生與凌显四。2014年於中國广西壮族自治区發生的連環買兇殺人案，這五人層層轉包買兇，第一人從委託人覃佑辉拿到酬勞200萬元人民幣後轉包，但最後一位因只有10萬元人民幣，酬勞太低而放棄行兇，請被買兇者假裝被殺讓他向委託者交差了事，被買兇者因此報警，這五人及委託者都被逮捕並獲判有期徒刑[274]。
- 昆蟲學獎
授予美國的理查德·維特（Richard Vetter），表彰其研究昆蟲學家為何怕蜘蛛但不怕昆蟲[275]。
- 醫學獎
授予荷蘭阿姆斯特丹大學的尼安克·伍林克（Nienke Vulink）、達米安·丹尼斯（Damiaan Denys）與阿諾德·范隆（Arnoud van Loon），表彰其證明恐音症患者的確會被別人咀嚼的聲音觸動情緒反應[276][277]。
- 醫學教育獎
授予巴西總統雅伊爾·博索納羅、英國首相鮑里斯·強森、印度總理納倫德拉·莫迪、墨西哥總統羅培茲·歐布拉多、白俄羅斯總統亞歷山大·格里戈里耶維奇·盧卡申科、美國總統唐納·川普、土耳其總統雷傑普·塔伊普·艾爾多安、俄羅斯總統佛拉迪米爾·普丁與土庫曼總統庫爾班古力·別爾德穆哈梅多夫，表彰其利用COVID-19疫情大流行告訴全世界，政治人物對生命的影響比科學家和醫生更直接。
- 材料科學獎
授予美國肯特州立大學的梅廷·艾倫（Metin Eren）、米歇爾·貝伯（Michelle Bebber）、詹姆斯·諾里斯（James Norris）、阿麗莎·佩羅內（Alyssa Perrone）、阿什利·魯特科斯基（Ashley Rutkoski）、麥可·威爾遜（Michael Wilson）與瑪麗·安·拉漢提（Mary Ann Raghanti），表彰其證明用冷凍人類糞便製造的刀具不是有效的剝皮或屠宰工具[278]。

## 2021年
頒獎典禮於2021年9月9日在線上舉行。
- 生物學獎
授予蘇珊娜·舍茨（Susanne Schötz）、羅伯特·埃克倫德（Robert Eklund）與約斯特·范德韋傑（Joost van de Weijer），表彰其分析呼嚕聲等貓發出的各種聲音，以及其他人與貓交流模式的變化[281][282][283][284][285]。
- 生態學獎
授予西班牙華倫西亞大學的萊拉·薩塔里（Leila Satari）、阿爾巴·吉倫（Alba Guillén）、安吉拉·比達爾-韋爾杜（Àngela Vidal-Verdú）與曼努埃爾·波爾卡（Manuel Porcar），表彰其利用基因分析鑑定各國黏在人行道上的廢棄口香糖中的不同細菌種類[286]。
- 化學獎
授予德國馬克斯·普朗克化學研究所的約爾格·維克（Jörg Wicker）、尼古拉斯·克勞特（Nicolas Krauter）、貝蒂娜·德斯特羅夫（Bettina Derstroff）、克里斯托夫·施特納（Christof Stönner）、埃夫斯特拉蒂奧斯·布爾蘇基迪斯（Efstratios Bourtsoukidis）、阿希姆·埃特鮑爾（Achim Edtbauer）、約亨·伍爾夫（Jochen Wulf）、托馬斯·克呂普費爾（Thomas Klüpfel）、斯特凡·克拉默（Stefan Kramer）與喬納森·威廉斯（Jonathan Williams），表彰其對電影院內的空氣進行化學分析，以量測觀眾產生的氣味是否可靠地表明觀眾正在觀看電影中的暴力、性、反社會行為、吸毒和粗俗語言之程度[287]。
- 經濟學獎
授予法國蒙彼利埃商業學校（英语：Montpellier Business School）的帕夫洛·布拉瓦茨基（Pavlo Blavatskyy），表彰其發現一個國家政治人物的肥胖程度可以很好地反映該國的貪汙程度[288]。
- 醫學獎
授予奧爾凱·傑姆·布魯特（Olcay Cem Bulut）、達雷·奧拉多昆（Dare Oladokun）、布卡德·利珀特（Burkard Lippert）與拉爾夫·霍恩伯格（Ralph Hohenberger），表彰其證明性高潮在改善鼻腔呼吸方面與減充血藥物（英语：Decongestant）一樣有效[289]。
- 和平獎
授予美國猶他大學的伊森·貝塞里斯（Ethan Beseris）、史蒂芬·納爾韋（Steven Naleway）與大衛·卡里爾（David Carrier），表彰其用於驗證人類進化出鬍鬚以保護自己免受臉部重擊的假設[290]。
- 物理學獎
授予亞歷山德羅·科爾貝塔（Alessandro Corbetta）、賈斯珀·米烏森（Jasper Meeusen）、李仲敏、羅伯托·本齊（Roberto Benzi）與費德里科·托什（Federico Toschi），表彰其透過實驗了解為何行人不會經常與其他行人相撞[291][292]。
- 動力學獎
授予日本的村上久、克勞迪奧·費利西亞尼（Claudio Feliciani）、西山雄大與西成活裕，表彰其透過實驗了解為何行人會經常與其他行人相撞[293]。
- 昆蟲學獎
授予美國的小約翰·穆倫南（John Mulrennan, Jr.）、羅傑·格羅索（Roger Grothaus）、查爾斯·哈蒙德（Charles Hammond）與傑伊·拉姆丁（Jay Lamdin），表彰其研究報告〈在潛水艇上控制蟑螂數量的新方法〉[294]。
- 交通學獎
授予羅賓·拉德克里夫（Robin Radcliffe）、馬克·賈戈（Mark Jago）、彼得·莫克爾（Peter Morkel）、埃斯特爾·莫克爾（Estelle Morkel）、皮埃爾·杜普里茲（Pierre du Preez）、皮特·貝泰爾（Piet Beytell）、比爾吉特·科廷（Birgit Kotting）、巴克·曼努埃爾（Bakker Manuel）、揚·亨德里克·杜普里斯（Jan Hendrik du Preez）、米歇爾·米勒（Michele Miller）、茱莉亞·費利佩（Julia Felippe）、史蒂芬·帕里（Stephen Parry）與羅賓·格里德（Robin Gleed），表彰其透過實驗來確認空運犀牛時將其倒置是否更安全[295]。

## 2022年
頒獎典禮於2022年9月15日舉行。
- 應用心臟學獎 
授予埃利斯卡·普羅查茲科娃（Eliska Prochazkova）、埃利奧·斯亞克-謝（Elio Sjak-Shie）、弗里德里克·貝倫斯（Friederike Behrens）、丹尼爾·林德（Daniel Lindh）與瑪麗斯卡·克雷特（Mariska Kret），表彰其尋找並找到證據表明當新的戀人第一次見面並感到彼此吸引時，他們的心率會同步[297]。
- 文學獎 
授予埃里克·馬丁內斯（Eric Martínez）、弗朗西斯·莫利卡（Francis Mollica）與愛德華·吉布森（Edward Gibson），表彰其分析法律文件不必要地難以理解之原因[298]。
- 生物學獎 
授予巴西聖保羅大學的索利瑪麗·加西亞-埃爾南德斯（Solimary García-Hernández）與格勞科·馬查多（Glauco Machado），表彰其研究便秘是否以及如何影響蝎子的交配[299]。
- 醫學獎 
授予波蘭華沙醫學大學（英语：Medical University of Warsaw）的馬爾欽·雅辛斯基（Marcin Jasiński）、馬蒂娜·馬謝耶夫斯卡（Martyna Maciejewska）、安娜·布羅齊亞克（Anna Brodziak）、米哈烏·戈爾卡（Michał Górka）、卡米拉·斯克維拉夫斯卡（Kamila Skwierawska）、維斯瓦夫·揚傑扎克（Wiesław Jędrzejczak）、阿格尼耶斯卡·托馬謝夫斯卡（Agnieszka Tomaszewska）、格熱戈日·巴薩克（Grzegorz Basak）與埃米利安·斯納爾斯基（Emilian Snarski），表彰其證明當患者接受某種形式的有毒化學療法時，若以冰淇淋取代該程序的一種傳統成分，患者遭受的有害副作用會更少[300]。
- 工程學獎 
授予日本的松崎元、大内一雄、上原勝、上野義雪與井村五郎，表彰其嘗試發現人在轉動旋鈕時，使用手指的最有效方式[301]。
- 藝術史獎 
授予彼得·德斯梅特（Peter de Smet）與尼古拉斯·赫爾姆斯（Nicholas Hellmuth），表彰其跨領域研究「古代瑪雅陶器所繪的灌腸儀式場景」[302]。
- 物理學獎
授予弗蘭克·費什（Frank Fish）、Zhi-Ming Yuan、Minglu Chen、Laibing Jia、Chunyan Ji與阿蒂拉·因切克（Atilla Incecik），表彰其試圖了解小鴨如何編隊游泳[303]。
- 和平獎
授予Junhui Wu、薩博爾奇·薩馬多（Szabolcs Számadó）、帕特·巴克利（Pat Barclay）、比安卡·比爾斯瑪（Bianca Beersma）、特倫斯·多雷斯·克魯斯（Terence Dores Cruz）、塞爾吉奧·洛·伊亞卡諾（Sergio Lo Iacono）、安妮卡·尼佩爾（Annika Nieper）、金·彼得斯（Kim Peters）、沃伊泰克·普熱皮奧卡（Wojtek Przepiorka）、利奧·蒂奧金（Leo Tiokhin）與保羅·范朗格（Paul Van Lange），表彰其開發一種演算法來幫助八卦者決定何時說真話、何時說謊話[304]。
- 經濟學獎 
授予義大利卡塔尼亞大學的亞歷山德羅·普魯奇諾（Alessandro Pluchino）、阿萊西奧·埃馬努埃萊·比翁多（Alessio Emanuele Biondo）與安德烈·拉匹薩達（Andrea Rapisarda），表彰其從數學上解釋為什麼成功往往不是最有才華的人，而是最幸運的人[305]。
- 工程安全學獎 
授予馬格努斯·根斯（Magnus Gens），表彰其開發駝鹿碰撞測試用的假駝鹿[306][307]。

## 2023年
頒獎典禮於2023年9月14日在線上舉行。
- 化學與地質學獎
授予英國萊斯特大學的揚·扎拉謝維奇，表彰其解釋為什麼許多科學家喜歡舔岩石[309]。
- 文學獎
授予克里斯·莫林、妮可·貝爾（Nicole Bell）、梅里塔·圖魯寧（Merita Turunen）、阿里娜·巴哈林（Arina Baharin）與阿基拉·奧康納（Akira O'Connor），表彰其研究人們「在重複書寫一個單詞很多很多很多很多很多很多很多遍時」的感覺[310]。
- 營養學獎
授予日本明治大學的宮下芳明與中村裕美，表彰其進行實驗以確定通電筷子與吸管如何改變食物的味道[311][312][313]。
- 醫學獎
授予美國加利福尼亞大學爾灣分校的克里斯蒂娜·范（Christine Pham）、博巴克·赫達亞提（Bobak Hedayati）、基安娜·哈希米（Kiana Hashemi）、艾拉·庫卡（Ella Csuka）、蒂安娜·馬馬加尼（Tiana Mamaghani）、瑪吉特·尤哈斯（Margit Juhasz）、傑米·維肯海澤（Jamie Wikenheiser）與娜塔莎·梅辛科夫斯卡（Natasha Mesinkovska），表彰其利用屍體來研究人的兩個鼻孔中的毛髮數量是否相等[314]。
- 機械工程學獎
授予美國萊斯大學的葉德菲、Zhen Liu、阿努普·拉賈潘（Anoop Rajappan）、特雷弗·下楠（Trevor Shimokusu）與丹尼爾·普雷斯頓（Daniel Preston），表彰其復活死蜘蛛使其成為機械抓取工具[315]。
- 公共衛生獎

授予美國斯坦福医学院的朴勝敏，表彰其發明史丹佛廁所，該設備採用多種技術，如尿液試紙、用於分析排便情況的計算機視覺系統、肛門指紋傳感器和識別攝像頭，以及能夠分析人類排泄物的電信鏈路。
- 物理學獎
授予比埃托·費爾南德斯·卡斯特羅（Bieito Fernández Castro）、瑪麗安·培尼亞（Marian Peña）、恩里克·諾蓋拉（Enrique Nogueira）、米格爾·吉爾科托（Miguel Gilcoto）、埃斯佩蘭薩·布魯隆（Esperanza Broullón）、安東尼奧·科梅薩尼亞（Antonio Comesaña）、達米安·布法爾（Damien Bouffard）、阿爾貝托·C·納維拉·加拉巴托（Alberto C. Naveira Garabato）以及比阿特利斯·穆里尼奧-卡爾巴利德（Beatriz Mouriño-Carballido），表彰其測量海水混合受鯷魚性活動影響的程度[320]。
- 教育學獎
授予譚琬恩、Cyanea Poon、許嘉盈、維蘭德·范·蒂爾堡（Wijnand van Tilburg）、Christy Wong、Vivian Kwong、Gigi Yuen以及陳濬靈，表彰其仔細老師研究自覺授課沉悶會如何影響學生也感到沉悶，以至損害他們的學習動機[321][322]。
- 傳播學獎
授予瑪麗亞·何塞·托雷斯·普里奧利斯（María José Torres-Prioris）、戴安娜·洛佩斯·巴羅佐（Diana López-Barroso）、艾斯特拉·卡馬拉（Estela Càmara）、索爾·菲蒂帕爾迪（Sol Fittipaldi）、盧卡斯·塞德尼奧（Lucas Sedeño）、奧古斯丁·伊瓦涅斯（Agustín Ibáñez）、馬塞洛·貝爾蒂埃（Marcelo Berthier）以及阿道夫·加西亞（Adolfo García），表彰其研究擅長逆向口語（英语：Phonetic reversal）的人的心理活動[323]。
- 心理學獎
授予、萊昂納德·比克曼（Leonard Bickman）以及勞倫斯·伯科威茨（Lawrence Berkowitz），表彰其在城市街道上進行實驗，看看有多少路人在看到陌生人向上看時會跟著停下來向上看[324]。

## 2024年
頒獎典禮於2024年9月12日舉行
- 解剖學獎
授予羅曼·孔薩里（Roman Khonsari），表彰其發現南半球頭皮頭髮以逆時針方向旋轉的情況較多[326]。
- 生物學獎
追授予已故的福特斯·伊利（Fordyce Ely）與威廉·彼得森（William Petersen），表彰其發現在乳牛背上放一隻貓，並在兩分鐘內每隔10秒重複引爆紙袋，會導致乳牛產奶量減少[326]。
- 化學獎
授予泰絲·希曼斯（Tess Heeremans）、安托萬·德布勞內（Antoine Deblais）、丹尼爾·波恩（Daniel Bonn）以及桑德·沃特森（Sander Woutersen），表彰其在高分子科學研究中，使用色譜法分離喝醉和清醒的蠕蟲[326][327]。
- 植物學獎
授予雅各布·懷特（Jacob White）與費利佩·山下（Felipe Yamashita），表彰其植物變色龍藤（英语：Boquila）能夠模仿放置在旁邊的塑膠植物的葉子，從而得出「植物視覺」是可信的結論[326]。
- 人口學獎
授予英國牛津大學的索爾·紐曼（Saul Newman），表彰其發現許多關於存在超百歲老人和其他極端年齡相關記錄的說法，都源自於壽命短、沒有出生證明、文書錯誤和退休金詐騙猖獗的地區[326][328]。
- 醫學獎
授予列文·申克（Lieven Schenk）、塔明·法代（Tahmine Fadai）以及克里斯蒂安·比切爾（Christian Büchel），表彰其發現誘發疼痛副作用的假藥可能比不會造成疼痛副作用的假藥對病人更有效[326][329]。
- 和平獎
追授予已故美國心理學家伯尔赫斯·弗雷德里克·斯金纳，表彰其將活鴿飼養在導彈內以引導它們飛向目標之研究[326]。
- 物理學獎
授予美國佛羅里達大學的詹姆士·廖（James Liao），表彰其對死鱒魚游泳能力之長期研究[326]。
- 生理學獎
授予日本東京醫科齒科大學的武部貴則，表彰其發現幾種哺乳類動物可以利用肛門透過腸道呼吸[330]。
- 機率學獎
授予一個由50位研究人員組成的團隊，大部分成員都來自荷蘭，表彰其支持佩爾西·戴康尼斯的預測：在翻轉350,757枚硬幣之後，拋出的硬幣更有可能以相同的方式落地[326]。

## 多次獲得搞笑諾貝爾獎得主
- 雅克·本分尼斯特（英语：Jacques Benveniste），1991年及1998年化學獎
- 約瑟夫·凱勒，1999年及2012年物理學獎
- 中垣俊之、小林亮、手老篤史，2008年認知科學獎及2010年運輸規劃獎
- 亞歷山德羅·普魯奇諾（Alessandro Pluchino）、安德烈·拉匹薩達（Andrea Rapisarda），2010年管理學獎及2022年經濟學獎
- 亞歷山大·盧卡申科，2013年和平獎及2020年醫學教育獎
- 楊佩良、胡立德，2015年及2019年物理學獎

## 獲得諾貝爾獎的搞笑諾貝爾獎得主
- 安德烈·海姆，2000年搞笑諾貝爾物理學獎及2010年諾貝爾物理學獎

## 外部連結
- 搞笑諾貝爾獎網站：官方得獎者列表 （页面存档备份，存于） (public domain)